# Rivoluzione di novembre
La rivoluzione di novembre del 1918-19 condusse, nell'ultima fase della prima guerra mondiale, alla trasformazione dello Stato tedesco da una monarchia costituzionale in una repubblica pluralista, parlamentare e democratica.
Le radici profonde della rivoluzione si possono trovare nelle tensioni sociali nell'Impero tedesco e nell'incapacità di riforma delle élite al potere. Nell'immediato, causa scatenante della rivoluzione fu la politica del Comando supremo dell'Esercito (Oberste Heeresleitung, OHL) e la decisione del Comando della Marina, pur essendo ormai certa la sconfitta bellica della Germania, di condurre ugualmente un'ultima battaglia navale contro la Royal Navy inglese. Ciò provocò la sollevazione dei marinai che, scoppiata inizialmente a Wilhelmshaven e a Kiel, si trasformò nel giro di pochi giorni in una rivoluzione che investì l'intera Germania. Il 9 novembre 1918 essa condusse alla proclamazione della repubblica, cui seguì poco dopo l'abdicazione formale del Kaiser Guglielmo II.
Gli obiettivi dei rivoluzionari, guidati dalle idee socialiste, fallirono nel gennaio 1919 per l'opposizione dei capi del SPD. Per timore di una guerra civile essi – come anche i partiti borghesi – non vollero esautorare completamente le vecchie élite imperiali, bensì si sforzarono di riconciliarle con le nuove condizioni democratiche del potere. A tal fine essi conclusero un patto con l'OHL e permisero la soffocazione violenta della cosiddetta Sollevazione spartachista (Spartakusaufstand) con l'aiuto delle milizie nazionaliste dei Freikorps.
La rivoluzione trovò la sua conclusione formale l'11 agosto 1919 con l'approvazione della nuova Costituzione di Weimar.

## Gli antecedenti

### L'Impero tedesco e la socialdemocrazia
La rivoluzione borghese del marzo 1848/49 fallì, soprattutto, per il problema di dover realizzare al tempo stesso la democratizzazione e l'unificazione nazionale della Germania. Nei decenni seguenti la maggior parte della borghesia tedesca si allineò allo stato autoritario (Obrigkeitsstaat), soprattutto dopo che si fu realizzata l'unità nazionale tedesca nella forma della Piccola Germania ancora sotto la guida prussiana nel 1871.

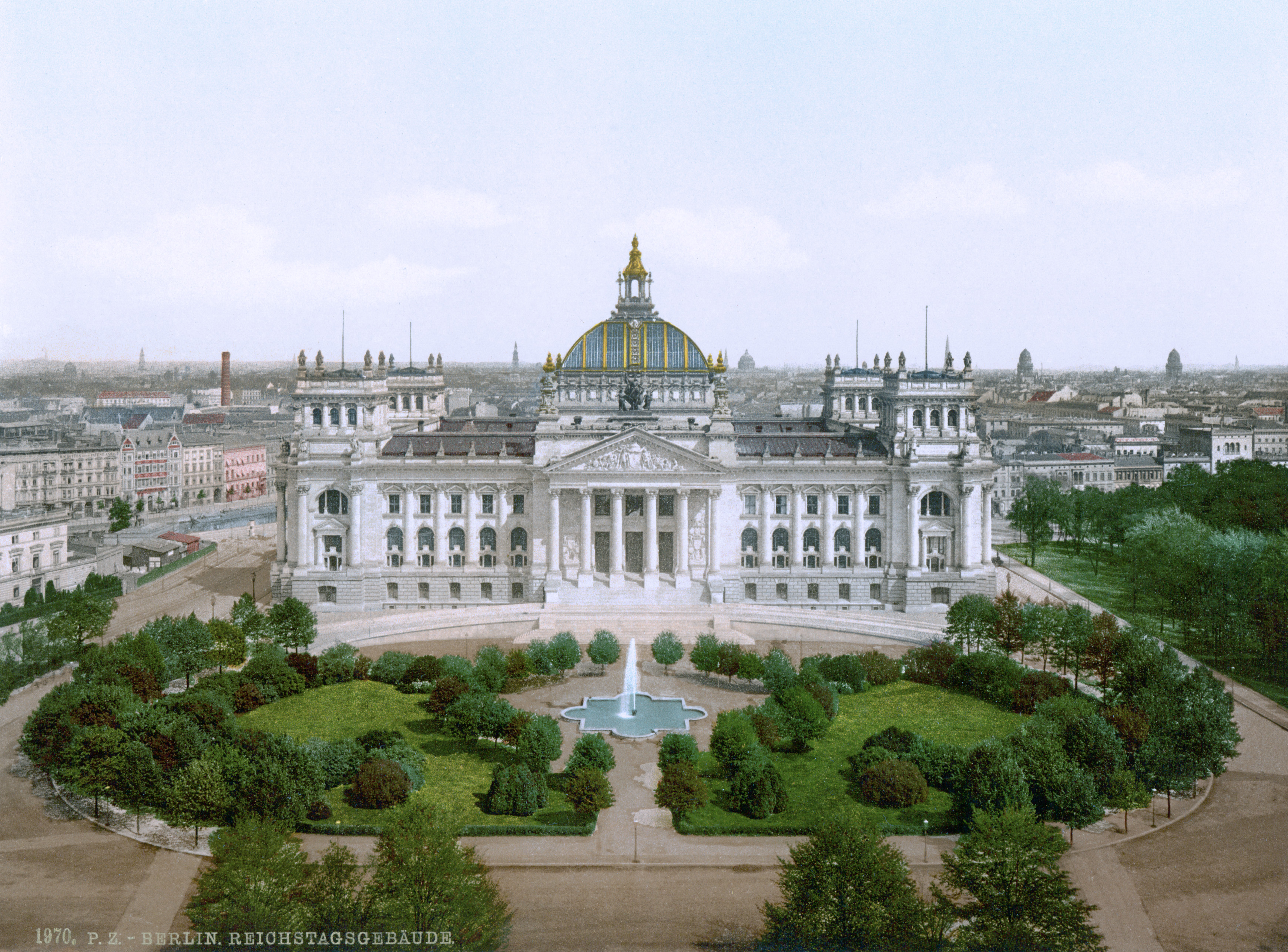
L'edificio del Reichstag prima del 1900

L'Impero tedesco appena fondato era una monarchia costituzionale. Per il Reichstag valeva il suffragio universale, uguale e segreto per gli uomini (Männerwahlrecht), ma l'influenza del Parlamento sulla politica del Reich era limitata. Le leggi proposte dal Reichstag potevano entrare in vigore solo con l'approvazione del Bundesrat e dell'imperatore, i quali tuttavia potevano scioglierlo in qualsiasi momento e indire nuove elezioni. La sua unica attribuzione importante era l'approvazione del bilancio dello Stato, sulla cui principale appostazione, il bilancio della Difesa, poteva tuttavia partecipare alla decisione solo a certe condizioni. Anche il governo del Reich non era responsabile davanti al Parlamento, ma soltanto davanti all'imperatore.
A partire dal 1871 anche i socialdemocratici, che in seguito si unirono nella SPD, erano rappresentati nel Reichstag. Come unico partito politico nell'Impero tedesco sostenevano apertamente una forma di stato repubblicana. Per questo motivo Otto von Bismarck li fece perseguitare dal 1878 fino alla sua destituzione nel 1890 sulla base delle Leggi socialiste. Ciononostante i socialdemocratici poterono aumentare la loro rappresentanza in quasi tutte le elezioni. Nel Reichstag del 1912 formavano il gruppo parlamentare più forte con 110 deputati e il 28% dei voti.
Nei 43 anni dalla fondazione del Reich fino alla prima guerra mondiale la SPD non solo crebbe di importanza, ma cambiò anche il suo carattere. Nella disputa revisionista (Revisionismusstreit) condotta a partire dal 1898, i cosiddetti revisionisti volevano eliminare l'obiettivo della rivoluzione dal programma del partito. Propugnavano al suo posto riforme sociali in accordo con l'ordine economico esistente. Contro i revisionisti si impose ancora una volta la maggioranza del partito di orientamento marxista. Tuttavia, la retorica rivoluzionaria faceva solo fatica a nascondere che la SPD era praticamente divenuta riformista a partire dall'abrogazione delle Leggi socialiste nel 1890. I socialdemocratici, a lungo diffamati come "compagni senza patria", si consideravano patrioti tedeschi. All'inizio della Prima guerra mondiale divenne chiaro che la SPD era divenuta parte integrante dell'impero, pur essendo all'opposizione.

### Il consenso dell'SPD ai crediti di guerra

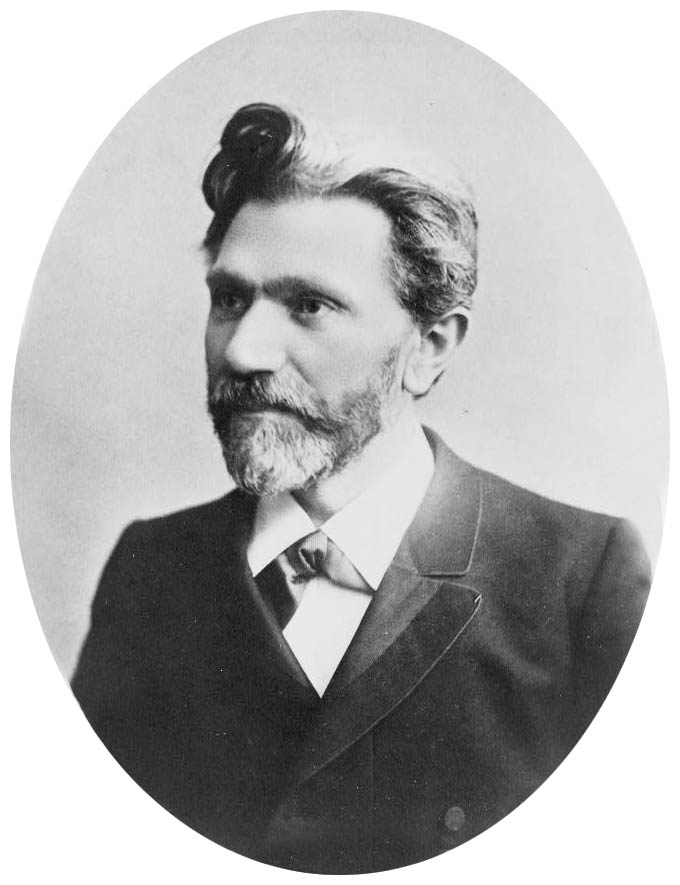
August Bebel, Presidente dell'SPD (1892–1913)

Intorno al 1900 la socialdemocrazia tedesca era considerata la forza motrice del movimento operaio internazionale. Nei congressi paneuropei della Seconda Internazionale Socialista la SPD aveva sempre approvato le risoluzioni che prevedevano un'azione comune dei socialisti nel caso in cui scoppiasse la guerra. Durante la crisi di luglio che seguì all'assassinio dell'arciduca Francesco Ferdinando a Sarajevo nel 1914 (attentato di Sarajevo), organizzò ancora – come anche altri partiti socialisti in Europa – grandi dimostrazioni contro la guerra. In questa situazione Rosa Luxemburg, la portavoce dell'ala sinistra del partito, invitò alla disobbedienza e al rifiuto della guerra in nome di tutta l'SPD. Per questo motivo, il governo del Reich progettò di arrestare i capi del partito subito dopo l'inizio delle operazioni belliche. Friedrich Ebert, dal 1913 uno dei due presidenti del partito, viaggiò insieme a Otto Braun fino a Zurigo, per portare i fondi del partito al sicuro fuori dalla portata dello stato.
Tuttavia, quando il 1º agosto 1914 la Germania dichiarò guerra alla Russia zarista, la maggioranza dei giornali vicini alla SPD si lasciò contagiare dall'entusiasmo generale per la guerra. Questo atteggiamento fu criticato aspramente dalla direzione del partito, ma nei primi giorni di agosto i giornalisti preferirono seguire la linea del presidente della SPD August Bebel, deceduto nel 1913. Egli nel 1904 aveva detto nel Reichstag che la SPD avrebbe partecipato alla difesa armata della Germania contro un'eventuale guerra di aggressione straniera. Nel 1907, all'assemblea del partito di Essen, aveva confermato addirittura che lui stesso «avrebbe portato il fucile sulla schiena», se si fosse trattato di combattere contro la Russia, la «nemica di ogni cultura e di tutti gli oppressi».
Di fronte allo stato d'animo pronto alla guerra della popolazione, che credeva ad un attacco da parte delle potenze della Triplice Intesa, molti deputati dell'SPD temettero di alienarsi i loro elettori a causa del perseverante pacifismo. Inoltre in caso di guerra incombeva la minaccia di una messa al bando del partito progettata dal cancelliere dell'impero Theobald von Bethmann Hollweg. D'altro canto il cancelliere utilizzò abilmente l'atteggiamento antizarista dell'SPD, per ottenere il suo consenso alla guerra.

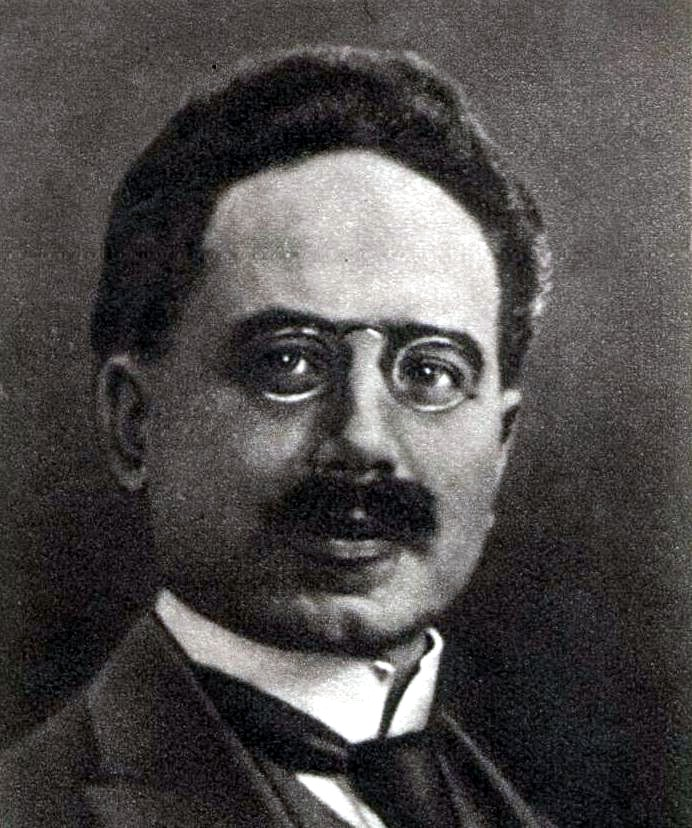
Karl Liebknecht negò come primo deputato dell'SPD la concessione dei crediti di guerra

La direzione del partito e il gruppo al Reichstag erano divisi nel loro atteggiamento verso la guerra: con Friedrich Ebert 96 deputati approvarono la concessione dei crediti di guerra richiesti dal governo del Reich. 14 parlamentari, insieme al secondo presidente Hugo Haase, si dichiararono contro, ma votarono a favore per disciplina di partito. Così l'intero gruppo dell'SPD il 4 agosto autorizzò i crediti di guerra. Due giorni prima i Liberi Sindacati (Freie Gewerkschaften), di orientamento socialista, avevano già rinunciato allo sciopero e al salario per la durata della guerra. La decisione dei sindacati e del partito rese possibile la mobilitazione dell'esercito tedesco. Haase motivò la decisione, presa nel Reichstag contro la sua iniziale volontà, con le parole: «Non pianteremo in asso la patria nell'ora del pericolo!». Il Kaiser salutò la cosiddetta "pace civile" della politica interna tedesca alla fine del suo discorso del trono con la frase divenuta celebre: «Non conosco più partiti, conosco solo Tedeschi!».
Anche Karl Liebknecht, che in seguito divenne la figura simbolo degli oppositori decisi della guerra, si piegò inizialmente alle ragioni del partito: non partecipò alla votazione, per non essere costretto a votare contro il proprio gruppo. Pochi giorni dopo tuttavia entrò nel Gruppo Internazionale (Internationale Gruppe), che Rosa Luxemburg aveva fondato il 5 agosto 1914 con altri sei compagni della sinistra del partito e che restò fedele alle posizioni della SPD precedenti alla guerra. Da questo gruppo il 1º gennaio 1916 uscì la maggior parte della Lega Spartachista. Il 2 dicembre 1914 Liebknecht, per il momento unico tra i deputati del Reichstag, votò contro altri crediti per la guerra. Questa aperta violazione della disciplina del gruppo fu considerata la rottura di un tabù e lo isolò anche tra quei deputati della SPD raccolti intorno ad Haase, che all'interno del gruppo facevano campagna per un rifiuto dei crediti. Per questo motivo nel 1915 Liebknecht su istigazione della direzione del partito fu arruolato nelle forze armate, unico componente del gruppo della SPD. A causa del suo tentativo di organizzare gli oppositori della guerra, fu espulso dalla SPD e nel giugno 1916 condannato a quattro anni di carcere per alto tradimento.
Anche Rosa Luxemburg, dopo essere stata temporaneamente liberata, fu incarcerata fino alla fine della guerra.

### La divisione della SPD
Quanto più a lungo durava la guerra e quante più vittime causava, tanti meno erano i membri della SPD disposti a mantenere effettivamente la "pace civile" del 1914. Ancor meno da quando, nel 1916, non erano più l'Imperatore e il governo del Reich a stabilire le linee direttrici della politica tedesca, bensì il Comando supremo dell'Esercito sotto il comando dei generali Paul von Hindenburg ed Erich Ludendorff, il quale ultimo prendeva le decisioni fondamentali. Essi governavano di fatto come dittatori militari, perseguendo obiettivi bellici espansionistici ed offensivi e piegando completamente anche la vita civile alle necessità operative ed economiche della guerra. Per i lavoratori, questo significava tra l'altro una giornata di 12 ore con salari minimi e approvvigionamenti insufficienti.
Dopo la scoppio della rivoluzione russa del febbraio 1917, anche in Germania si ebbero i primi scioperi organizzati. Nel marzo e nell'aprile del 1917 vi parteciparono circa 300 000 lavoratori dell'industria bellica. Poiché l'entrata degli Stati Uniti nella guerra il 6 aprile avrebbe determinato probabilmente un ulteriore peggioramento della situazione, l'imperatore Guglielmo II tentò di placare gli scioperanti con il suo Messaggio della Settimana Santa. Promise che, una volta terminata la guerra, vi sarebbero state elezioni generali uguali (allgemeine, gleiche Wahlen) anche in Prussia, dove fino ad allora si applicava il diritto di voto in tre classi (Dreiklassenwahlrecht).
Dopo l'espulsione degli oppositori alla guerra dall'SPD, oltre agli spartachisti anche i cosiddetti revisionisti come Eduard Bernstein e i centristi come Karl Kautsky reagirono al crescente malcontento degli operai. Il 9 aprile 1917 fondarono il Partito Socialdemocratico Indipendente di Germania (Unabhängige Sozialdemokratische Partei Deutschlands, USPD) sotto la guida di Hugo Haase. Il nuovo partito chiedeva la fine immediata della guerra e l'ulteriore democratizzazione della Germania, ma non aveva un programma politico-sociale unitario. La Lega Spartachista, che fino ad allora aveva rifiutato una scissione del partito, formò ora l'ala sinistra della USPD. Per distinguersi dalla USPD, l'SPD d'ora in poi fino al 1919 prese il nome di Partito socialdemocratico di maggioranza di Germania (Mehrheitssozialdemokratische Partei Deutschlands, MSPD).

### Pace di vincitori o pace concordata?

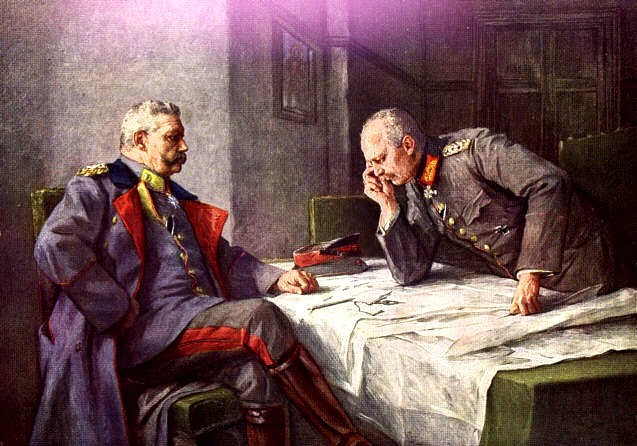
I generali Hindenburg e Ludendorff, che a partire dal 1915 determinarono la politica della Germania

A partire dall'entrata in guerra degli Stati Uniti la situazione sul fronte occidentale per la Germania si fece sempre più precaria. Perciò - e per togliere forze all'USPD – l'MSPD formò il Comitato interpartitico (Interfraktioneller Ausschuss), insieme al Partito Centrista (Zentrumspartei), di orientamento cattolico, e al Partito Popolare Progressista (Fortschrittliche Volkspartei), di orientamento liberale. Nell'estate del 1917, il Comitato approvò una risoluzione che prevedeva una pace concordata senza annessioni né riparazioni di guerra.
L'OHL ignorò tuttavia la risoluzione, così come nel marzo 1918 aveva respinto anche il programma di pace in 14 punti del presidente statunitense Woodrow Wilson del 18 gennaio 1918. Quest'ultimo proclamava il diritto all'autodeterminazione dei popoli e prevedeva una pace «senza vincitori né sconfitti». Hindenburg e Ludendorff rifiutarono la proposta, perché credevano, dopo la vittoria ottenuta nel frattempo sulla Russia, di poter conseguire una «pace di vincitori» con grandi annessioni anche a spese degli altri avversari di guerra.

### Ripercussioni della Rivoluzione di ottobre
Nel corso della Rivoluzione di febbraio in Russia lo zar Nicola II dovette abdicare il 15 marzo 1917. Il nuovo governo russo, composto dai democratici costituzionali e dai menscevichi sotto la guida del principe Georgij Evgen'evič L'vov, continuò la guerra a fianco delle potenze dell'Entente Cordiale. Ciononostante, il governo dell'impero tedesco vide nella nuova situazione l'opportunità per una vittoria ad est. Per rafforzare il sentimento antibellico in Russia, permise che il capo dei bolscevichi russi, Vladimir Il'ič Lenin, viaggiasse clandestinamente dal suo esilio in Svizzera a San Pietroburgo in un vagone sigillato attraverso la Svezia e la Finlandia.
Nella Rivoluzione di ottobre il Partito bolscevico di Lenin, che sosteneva la fine immediata della guerra, si impose contro la maggioranza parlamentare dei socialisti moderati e dei borghesi e conquistò il potere in Russia. Il successo di Lenin rafforzò nella borghesia tedesca il timore di una rivoluzione come quella russa.
Anche i dirigenti della SPD volevano impedire uno sviluppo simile in Germania. Ciò determinò il loro comportamento durante la Rivoluzione di novembre. Il membro del consiglio direttivo Otto Braun chiarì l'atteggiamento del suo partito nel gennaio del 1918 sull'organo del partito Vorwärts nell'editoriale I bolscevichi e noi:
Nello stesso mese si verificarono numerosi scioperi generali (i cosiddetti "scioperi di gennaio"), ai quali aderirono in tutto l'impero oltre un milione di lavoratori. Questo movimento fu organizzato dai "Delegati Rivoluzionari" (Revolutionäre Obleute) presieduti da Richard Müller dell'USPD, che già nel 1916 e nel 1917 avevano organizzato con successo scioperi di massa contro la guerra e che in seguito dovevano svolgere un importante ruolo. Sempre nel mese di gennaio, il direttivo degli scioperanti berlinesi prese il nome di "consiglio dei lavoratori" (Arbeiterrat) sul modello dei soviet russi, ben presto imitato dagli altri gruppi in tutto il paese. Per indebolire la loro influenza, Ebert si inserì nella direzione degli scioperanti e riuscì ad ottenere la fine anticipata degli scioperi.
Nel marzo 1918, il nuovo governo sovietico di Lev Trotzky accettò la Pace di Brest-Litovsk negoziata con la Germania. Essa imponeva alla Russia condizioni di pace più dure di quelle imposte in seguito all'impero tedesco dal Trattato di Versailles. L'OHL poté allora impiegare parte delle truppe divenute libere ad est sul fronte occidentale. La maggior parte dei Tedeschi credeva che con ciò ora anche ad occidente fosse a portata di mano una fine vittoriosa della guerra.

### Richiesta di armistizio e cambiamento costituzionale
Dopo la vittoria ad est, l'OHL nel 1918 ordinò all'inizio dell'anno una nuova offensiva ad ovest, per ottenere con la forza la svolta decisiva della guerra. Si dimostrò tuttavia che i soldati recentemente trasferiti sul fronte occidentale non erano in grado di controbilanciare i rinforzi che l'Inghilterra e la Francia avevano ricevuto grazie all'arrivo di truppe fresche dagli Stati Uniti. Quando a luglio furono utilizzate le ultime riserve tedesche, la sconfitta militare della Germania era segnata. L'8 agosto 1918, conosciuto come "venerdì nero", i tank inglesi attraversarono il fronte occidentale; a metà settembre si spezzò anche il fronte dei Balcani. Il 27 settembre capitolò la Bulgaria, che era alleata delle potenze centrali. Anche l'Impero austro-ungarico era sul punto di crollare.
Il 29 settembre l'OHL informò l'Imperatore e il Cancelliere del Reich Georg von Hertling nella città belga di Spa della disperata situazione militare. Ludendorff sollecitò con forza il tentativo di un armistizio con l'Entente, perché non poteva garantire di riuscire a tenere il fronte per più di 24 ore. Raccomandò inoltre di soddisfare una delle richieste centrali di Wilson, quella di formare il governo del Reich su base parlamentare, per ottenere condizioni di pace più favorevoli. Così facendo rovesciava sui partiti democratici la responsabilità dell'imminente capitolazione e delle sue conseguenze. «Adesso devono mangiarsi la zuppa che ci hanno preparato» spiegò infatti il 1º ottobre agli ufficiali del suo Stato Maggiore. Questo fu il seme della successiva "leggenda della pugnalata" (Dolchstoßlegende).
Malgrado l'impatto provocato dal rapporto di Ludendorff sulla situazione, i partiti di maggioranza, soprattutto la SPD, erano pronti ad assumere all'ultimo minuto la responsabilità di governo. Poiché il monarchico Hartling rifiutò il passaggio al parlamentarismo, Guglielmo II nominò il 3 ottobre il principe Max von Baden, considerato un liberale, come nuovo Cancelliere imperiale. Nel suo gabinetto entrarono anche per la prima volta dei socialdemocratici, tra i quali Philipp Scheidemann come segretario di Stato senza competenze. Il giorno seguente, il nuovo governo offrì agli alleati l'armistizio sollecitato da Ludendorff.
La popolazione tedesca apprese l'accaduto solo il 5 ottobre. Nell'emozione generale per la sconfitta bellica ormai manifesta, i cambiamenti costituzionali passarono quasi inosservati. Questi cambiamenti furono deliberati anche formalmente dal Reichstag il 28 ottobre. D'ora in avanti il Cancelliere e i ministri del Reich erano legati alla maggioranza del Reichstag. Il comando supremo delle forze armate si trasferì dall'Imperatore al governo imperiale. Con questo l'Impero tedesco era passato da una monarchia costituzionale ad una parlamentare. Dal punto di vista della direzione della SPD, la "riforma di ottobre" soddisfaceva tutti gli obiettivi di diritto costituzionale del partito. Ebert considerava quindi il 5 ottobre come la "nascita della democrazia tedesca" e, dopo la spontanea rinuncia al potere dell'Imperatore, riteneva superflua una rivoluzione.

### La terza nota di Wilson e la destituzione di Ludendorff
Nelle tre settimane successive il presidente statunitense Wilson rispose alla proposta tedesca di armistizio con tre note diplomatiche. Come precondizione per i negoziati pretese in esse il ritiro della Germania da tutte le zone occupate, la cessazione della guerra sottomarina e, anche se formulata in maniera volutamente sibillina, l'abdicazione dell'Imperatore, per rendere irreversibile il processo democratico in Germania.
Dopo la terza nota di Wilson del 24 ottobre, Ludendorff definì improvvisamente le condizioni degli Alleati come inaccettabili. Egli pretendeva ora di riprendere la guerra, che solo un mese prima aveva dichiarato perduta. Tuttavia la sua esplicita ed insistente richiesta di armistizio aveva ormai rivelato agli avversari tutta la debolezza dell'Impero. Le truppe tedesche erano rimaste in attesa dell'imminente fine della guerra e premevano per tornare a casa. La loro disponibilità a combattere era ormai quasi nulla e le diserzioni si facevano più frequenti.
Il governo imperiale rimase perciò sulla strada imboccata inizialmente dallo stesso Ludendorff e lo sostituì nella sua carica di Generalquartiermeister con il generale Wilhelm Groener. Ludendorff fuggì con un passaporto falso in Svezia, allora paese neutrale. Il 5 novembre gli Alleati accettarono l'avvio delle trattative per l'armistizio. Però la terza nota di Wilson aveva suscitato l'impressione tra i soldati e nella popolazione civile che l'Imperatore dovesse abdicare per raggiungere la pace.

## La Rivoluzione

### La rivolta dei marinai
Mentre le truppe stanche della guerra e la popolazione delusa dal governo imperiale attendevano la rapida fine del conflitto, a Kiel, il Comando della Marina tedesca (Marineleitung) guidato dall'ammiraglio Franz von Hipper progettava di propria iniziativa di inviare la flotta in un'ultima battaglia contro la Royal Navy nel Canale della Manica. Gli ordini, impartiti alla flotta il 24 ottobre 1918, e i preparativi per la partenza provocarono innanzitutto un ammutinamento tra i marinai coinvolti e poi una rivoluzione generale che in pochi giorni eliminò la monarchia tedesca.
I marinai ammutinati volevano soltanto evitare di essere inutilmente sacrificati nell'ultimo atto di una guerra già persa. Essi inoltre erano convinti di agire secondo le intenzioni del nuovo governo, che perseguiva negoziati di pace con le forze dell'Entente, la cui credibilità sarebbe stata annientata da un contemporaneo attacco della flotta.

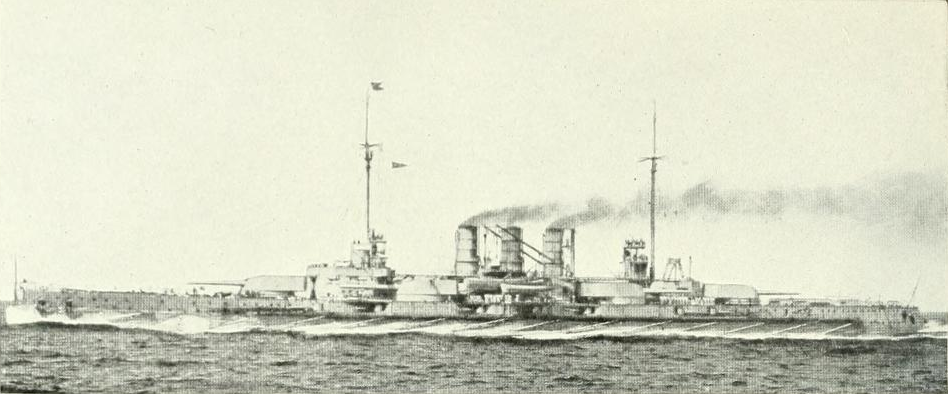
La "Thüringen" era una della navi da battaglia, i cui marinai si ammutinarono per primi.

Targa commemorativa del primo consiglio dei lavoratori e dei soldati presso la sede del sindacato di Kiel nella Legienstraße.

La rivolta dei marinai iniziò a Schilling-Reede davanti a Wilhelmshaven, dove la flotta tedesca d'alto mare era andata all'ancora in attesa della progettata battaglia in mare. Nella notte fra il 29 e il 30 ottobre 1918, alcuni equipaggi rifiutarono di obbedire agli ordini. A bordo di tre navi del III. Geschwader (IIIª squadra da battaglia) i marinai si rifiutarono di levare l'ancora. Sulle navi da battaglia del I. Geschwader (Iª squadra da battaglia), la "Thuringen" e la "Helgoland", si verificarono veri e propri atti di ammutinamento e sabotaggio. Tuttavia ciò non riguardò tutte le unità e quando un giorno dopo alcune torpediniere puntarono i loro siluri sulla "Thuringen" e la "Helgoland" gli ammutinati si consegnarono e si fecero condurre via senza opporre resistenza. Ma il Comando della Marina, non essendo più sicuro dell'obbedienza degli equipaggi, dovette abbandonare il suo piano di battaglia e ordinò al Terzo Squadrone di tornare a Kiel.
Dopo aver svolto senza incidenti un'esercitazione con le sue navi da battaglia, il comandante dello squadrone, viceammiraglio Kraft, si convinse di avere nuovamente il controllo dei suoi equipaggi e, durante il tragitto attraverso il Canale di Kiel, fece arrestare 47 marinai della "Markgraf", considerati come i principali caporioni, e giunti a Kiel li fece rinchiudere nella prigione militare (Arrestanstalt).
I marinai ed i fuochisti tentarono allora di impedire una nuova partenza della flotta e di ottenere il rilascio dei loro compagni. Circa 250 di loro si incontrarono a tal fine la sera del 1º novembre nella sede del sindacato dei lavoratori del porto (Gewerkschaftshaus) di Kiel. Delegazioni inviate ai loro ufficiali, per chiedere il rilascio degli ammutinati, non furono ascoltate. I marinai cercarono quindi un più stretto contatto con il sindacato, la USPD e la SPD. Dato che, il 2 novembre, la polizia aveva chiuso la sede del sindacato, il giorno seguente parecchie migliaia di marinai e di rappresentanti dei lavoratori si riunirono nel pomeriggio all'aperto nella grande piazza d'armi (Großer Exerzierplatz). Essi avevano raccolto l'appello del marinaio Karl Artelt e dell'operaio di cantiere navale Lothar Popp, entrambi membri della USPD. Con il motto "pace e pane" (Frieden und Brot) la folla non chiedeva solo il rilascio degli ammutinati, ma anche la cessazione della guerra ed un migliore approvvigionamento di generi alimentari. Alla fine i partecipanti si trasferirono alla prigione militare, per liberare i marinai arrestati.
Poco prima della meta, per impedire ai dimostranti di avanzare ulteriormente, il tenente Steinhäuser ordinò alla sua pattuglia prima di sparare dei colpi di avvertimento e poi di sparare direttamente tra la folla. Vi furono 7 persone uccise e 29 gravemente ferite. Anche i dimostranti risposero al fuoco. Steinhäuser fu gravemente ferito da colpi inferti con il calcio dei fucili e da colpi d'arma da fuoco ma, contrariamente a quanto affermato in seguito, non fu ucciso. Dopo questo scoppio di violenza sia i dimostranti che la pattuglia si ritirarono.
Tuttavia la protesta di massa era ormai diventata una rivolta generale. La mattina del 4 novembre gruppi di rivoltosi si mossero per la città. Nel complesso di caserme a nord di Kiel si svolsero delle dimostrazioni. Karl Artelt organizzò il primo consiglio dei soldati, cui presto ne seguirono altri. I soldati e i lavoratori presero il controllo delle istituzioni civili e militari di Kiel. Il governatore della base della Marina, Wilhelm Souchon, si vide costretto a negoziare e a rilasciare i marinai imprigionati. Quando, contro l'accordo tra Souchon e Artelt, truppe esterne avanzarono per stroncare la ribellione, furono intercettate dagli ammutinati e o si ritirarono o si unirono al movimento dei rivoltosi. Così la sera del 4 novembre Kiel era saldamente nelle mani di circa 40 000 marinai, soldati e lavoratori ribelli.
La sera stessa, però, giunse a Kiel il deputato della SPD Gustav Noske, che fu accolto entusiasticamente dai rivoltosi, sebbene avesse l'incarico dal nuovo governo imperiale e dalla direzione della SPD di porre sotto controllo la rivolta. A tal fine si fece eleggere presidente del consiglio dei soldati. Alcuni giorni più tardi assunse la carica di governatore, mentre Lothar Popp della USPD divenne presidente del consiglio superiore dei soldati. Nel periodo successivo Noske riuscì effettivamente a limitare l'influenza dei consigli a Kiel, ma non poté impedire la diffusione della rivoluzione a tutta la Germania. Gli eventi si erano già estesi oltre i confini della città.

### La rivoluzione abbraccia tutto l'Impero
Delegazioni dei marinai a partire dal 4 novembre sciamarono in tutte le maggiori città tedesche. Il 6 novembre Wilhelmshaven era nelle loro mani; il 7 novembre la rivoluzione abbracciava città come Hannover, Braunschweig, Francoforte e Monaco di Baviera. A Monaco un consiglio dei soldati e dei lavoratori costrinse l'ultimo re di Baviera, Ludovico III, ad abdicare. La Baviera fu il primo stato dell'Impero ad essere proclamato repubblica da Kurt Eisner della USPD. Nei giorni seguenti anche negli altri stati tedeschi tutti i sovrani abdicarono, l'ultimo il 22 novembre fu Günther Victor dello Schwarzburg-Rudolstadt.
I Consigli dei soldati e dei lavoratori erano composti quasi interamente da aderenti alla SPD e alla USPD. Il loro orientamento era democratico, pacifista e antimilitarista. Oltre ai principi essi privarono del potere solo i comandi militari, fino ad allora onnipotenti. Tutte le autorità civili dell'Impero del Kaiser - polizia, amministrazioni cittadine, tribunali – rimasero intatte. Non vi fu neanche quasi alcuna requisizione di proprietà od occupazione di fabbriche, poiché si aspettavano tali misure da un nuovo governo. Al fine di creare un esecutivo impegnato verso la rivoluzione ed il futuro governo, i consigli rivendicarono per il momento solo la supervisione delle amministrazioni che in precedenza erano state nelle mani dei comandi militari.
La SPD otteneva così una reale base di potere a livello locale. Ma mentre i consigli credevano in tal modo di agire nell'interesse del nuovo ordine, i capi del partito della SPD li vedevano come elementi perturbatori per un pacifico cambio di potere, che essi immaginavano avesse già avuto luogo. Come i partiti borghesi pretendevano elezioni il più possibile rapide per un'assemblea nazionale che avrebbe dovuto decidere sulla forma definitiva dello stato. Questo portò presto la SPD in contrasto con gran parte dei rivoluzionari. Fu soprattutto la USPD che tentò di far proprie le loro istanze, tra le quali vi era in particolare quella di elezioni per l'assemblea nazionale da tenersi il più tardi possibile, per poter creare prima una situazione di fatto immutabile, che corrispondesse alle aspettative di gran parte dei lavoratori.

### Reazioni a Berlino
Ebert era d'accordo con Max von Baden che una rivoluzione sociale dovesse essere impedita e che l'ordine statale dovesse essere mantenuto ad ogni costo. Per la ricostruzione dello stato, egli voleva convincere i partiti borghesi, che già nel 1917 avevano collaborato nel Reichstag con la SPD, come pure le vecchie élite dell'Impero, ed evitare una temuta radicalizzazione della rivoluzione secondo il modello russo. Inoltre, temeva che la situazione già precaria dei rifornimenti potesse crollare, quando l'amministrazione esistente sarebbe stata assunta da rivoluzionari inesperti. Ebert credeva che la SPD in futuro avrebbe necessariamente riportato maggioranze parlamentari, che l'avrebbero messa in condizione di realizzare i suoi progetti di riforma. Per queste ragioni cercò il più possibile di agire in accordo con i vecchi poteri.
Per poter esibire un successo ai suoi seguaci, ma al tempo stesso salvare la monarchia in quanto tale, a partire dal 6 novembre Ebert pretese l'abidcazione del Kaiser. Ma Guglielmo II, che si trovava ancora nel quartier generale del Comando supremo dell'Esercito a Spa, in Belgio, stava cercando di guadagnare tempo. Dopo che l'Entente lo stesso giorno aveva accettato i negoziati per un armistizio, egli sperava di ritornare nell'Impero alla testa dell'Esercito e di poter soffocare la rivoluzione con la forza.
Secondo appunti presi da Max von Baden, il 7 novembre Ebert dichiarò: Se il Kaiser non abdica, allora la rivoluzione sociale è inevitabile. Ma io non la voglio, davvero la odio come il peccato. Max von Baden voleva partire per Spa, per convincere personalmente il Kaiser della necessità di abdicare. Tuttavia ciò fu superato dal rapido inasprirsi della situazione a Berlino.

### Il 9 novembre 1918: la fine della monarchia
La sera dell'8 novembre la USPD aveva convocato a Berlino 26 riunioni, nelle quali erano stati proclamati per il giorno dopo uno sciopero generale e dimostrazioni di massa. Ebert per questo motivo aveva preteso ancora una volta in via ultimativa l'abdicazione del Kaiser, e voleva annunciare questo passo alle riunioni come successo della SPD. Per soffocare possibili disordini, lasciò che il principe Max von Baden la sera dislocasse da Naumburg (Saale) a Berlino il 4º Reggimento Cacciatori, formato da truppe particolarmente fedeli.
Ma anche i soldati di questo Reggimento non erano disposti a sparare su dei concittadini. Quando i loro ufficiali la mattina presto di sabato 9 novembre consegnarono loro bombe a mano, inviarono una delegazione alla redazione dell'organo del Partito socialdemocratico Vorwärts, per ottenere un chiarimento sulla situazione. Là incontrarono il deputato della SPD Otto Wels. Egli riuscì a convincere i soldati ad appoggiare i capi della SPD e la loro politica. In seguito convinse altri reggimenti a mettersi agli ordini di Ebert.
In tal modo ai socialdemocratici era toccato il controllo militare della capitale. Ma Ebert temeva che potesse rapidamente sfuggire loro di mano se la USPD e gli Spartachisti avessero attirato i lavoratori dalla loro parte durante le preannunciate dimostrazioni. Nel pomeriggio infatti centinaia di migliaia di dimostranti si radunarono in vari cortei nel centro di Berlino. Sui loro cartelli e i loro stendardi campeggiavano parole come "Unità", "Diritto e libertà" e "Fratelli, non sparate!".

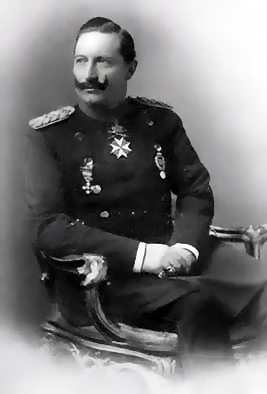
Guglielmo II il 9 novembre fuggì nei Paesi Bassi

All'incirca nello stesso periodo il Kaiser apprese il risultato di una consultazione fra 39 comandanti: anche i soldati al fronte non erano più disposti a seguire i suoi ordini. La sera prima per la prima volta anche un reggimento di guardie si erano rifiutate di ubbidire. Telegrammi da Berlino gli avevano chiesto con urgenza l'immediata abdicazione, affinché la notizia potesse avere un effetto rasserenante sulla situazione. Ciononostante egli temporeggiò ancora e considerò la possibilità di abdicare solo come Imperatore tedesco, ma non come Re di Prussia.
Alla fine Max von Baden a Berlino prese la situazione in pugno. Senza attendere la decisione da Spa, a mezzogiorno del giorno stesso inviò un telegramma con la seguente dichiarazione:
L'Imperatore e Re ha deciso di rinunciare al trono. Il Cancelliere imperiale resta ancora in carica fino a quando saranno regolate le questioni collegate all'abdicazione dell'Imperatore, alla rinuncia al trono del Principe della Corona dell'Impero tedesco e della Prussia e all'insediamento della reggenza.
A seguito di ciò Guglielmo II fuggì nei Paesi Bassi, dove visse fino alla sua morte nel 1941. Poiché firmò il documento formale di abdicazione solo alcune settimane dopo in esilio, il suo passaggio del confine equivaleva ad una diserzione. Ciò gli costò allora anche le simpatie dei suoi militari.
Per poter restare ancora padrone della situazione, a mezzogiorno del 9 novembre Friedrich Ebert pretese per sé la carica di Cancelliere e offrì a Max von Baden di assumere la carica di reggente. Quest'ultimo però rinunciò solo al cancellierato. In tal modo Ebert credette di aver trovato una regolazione transitoria fino alla nomina di un reggente.
La notizia della rinuncia al trono del Kaiser giunse troppo tardi per fare ancora impressione sui dimostranti. Nessuno rispettò gli appelli, pubblicati nelle edizioni speciali del Vorwärts, di ritornare a casa o nelle caserme. Sempre più dimostranti pretesero l'abolizione totale della monarchia. Karl Liebknecht, solo da poco rilasciato dal carcere, era subito ritornato a Berlino e aveva rifondato la Lega Spartachista il giorno precedente. Ora progettava la proclamazione della Repubblica socialista.
A pranzo nel Reichstag il vice presidente della SPD Philipp Scheidemann apprese la notizia. Scheidemann non voleva lasciare l'iniziativa agli Spartachisti e senza indugio si affacciò su un balcone del Reichstag. Da là da parte sua - contro la volontà dichiarata di Ebert – davanti ad una folla di dimostranti proclamò la Repubblica con le parole:
Il Kaiser ha abdicato. Egli e i suoi amici sono scomparsi, il popolo ha vinto su di loro su tutta la linea. Il principe Max von Baden ha ceduto la sua carica di Cancelliere imperiale al deputato Ebert. Il nostro amico formerà un governo dei lavoratori, del quale faranno parte tutti i partiti socialisti. Il nuovo governo non deve essere disturbato nel suo lavoro per la pace e nella preoccupazione per il lavoro e il pane. Lavoratori e soldati, siate consapevoli del significato storico di questo giorno: l'inaudito è accaduto. Davanti a noi è un lavoro grande ed immenso. Tutto per il popolo. Tutto per mezzo del popolo. Nulla deve accadere, che torni a disonore del movimento dei lavoratori. Siate concordi, fedeli e consapevoli del vostro dovere. Il vecchio e il marcio, la monarchia è crollata. Viva il nuovo. Viva la repubblica tedesca!
Solo alcune ore dopo i giornali di Berlino pubblicarono che Liebknecht nel Giardino zoologico di Berlino – probabilmente quasi nello stesso momento – aveva proclamato la Repubblica socialista, alla quale giurò ancora verso le 16 in una folla radunata al Castello di Berlino:
Compagni, io proclamo la libera Repubblica socialista di Germania, che deve abbracciare tutte le classi. Nella quale non vi devono più essere servi, nella quale ogni onesto lavoratore deve trovare l'onesto salario per il suo lavoro. Il dominio del capitalismo, che ha trasformato l'Europa in un campo di cadaveri, è spezzato.
Gli obiettivi di Liebknecht, che corrispondevano alle richieste della Lega Spartachista del 7 ottobre, erano fino ad allora ancora poco conosciuti in pubblico. Comprendevano soprattutto la riorganizzazione dell'economia, delle forze armate e della giustizia, tra le altre cose l'abolizione della pena di morte. Il maggior punto di controversia con la SPD era la richiesta di nazionalizzare alcuni settori economici di importanza bellica, cioè di sottoporli al controllo diretto dei rappresentanti dei lavoratori, già prima dell'elezione di un'assemblea nazionale costituente. La SPD al contrario voleva lasciare alla costituente la decisione sul futuro sistema economico della Germania.

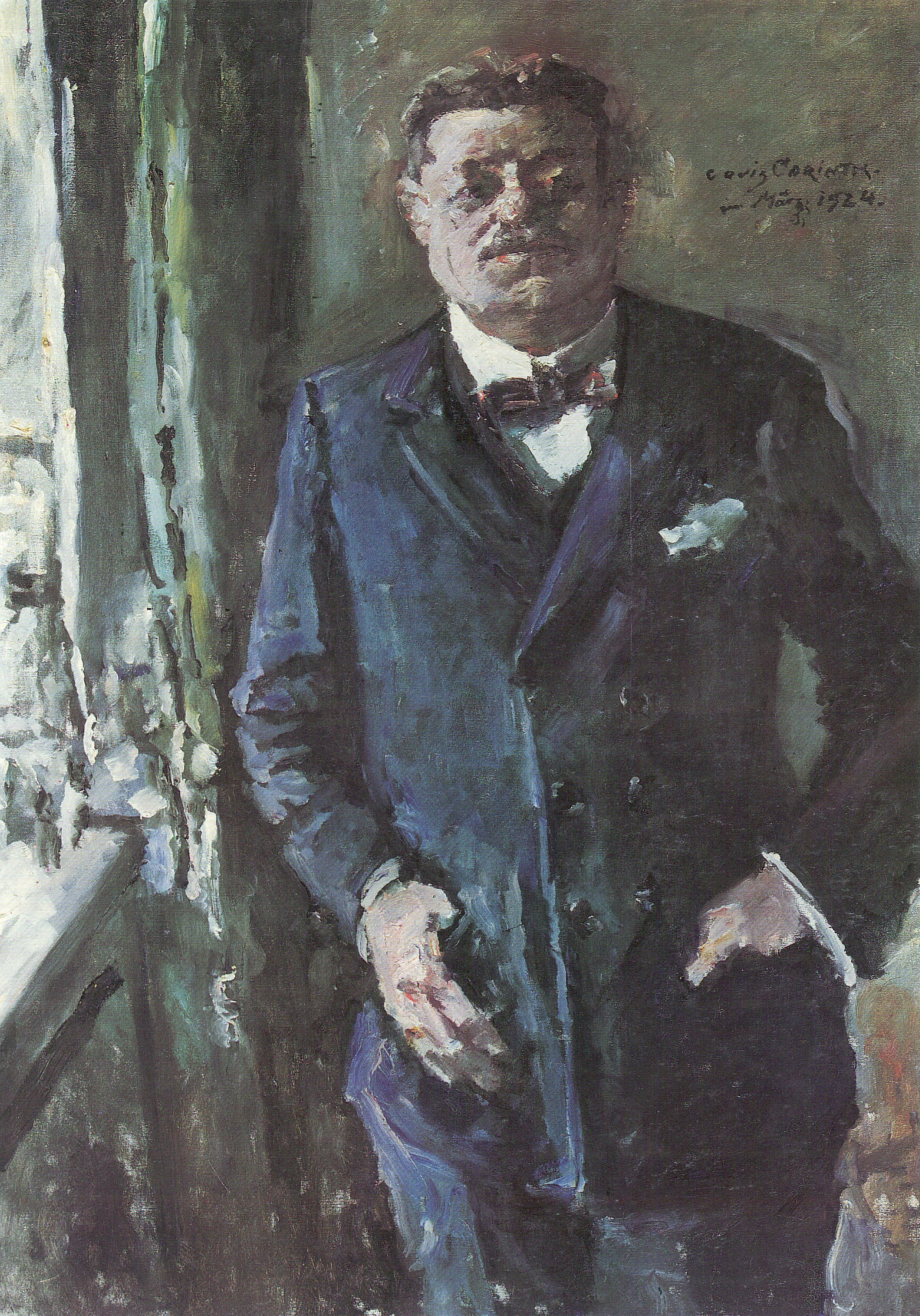
Friedrich Ebert assunse la carica di Cancelliere il 9 novembre 1918 (dipinto di Lovis Corinth, 1924)

Per togliere intensità al clima rivoluzionario e soddisfare le richieste dei dimostranti di unità dei partiti operai, Ebert offrì allora alla USPD di entrare nel governo e si dichiarò pronto ad accettare Liebknecht come ministro. Questi pretese a sua volta il controllo dei consigli dei lavoratori (Arbeiträte) sui soldati, ponendolo come condizione per la sua partecipazione al governo. A causa dei dibattiti ancora in corso e poiché il presidente del partito, Hugo Haase, si trovava a Kiel, i rappresentanti della USPD non furono in grado di decidere in questo giorno sulla proposta di Ebert.
Né il prematuro annuncio della rinuncia al trono del Kaiser ad opera di Max von Baden, né la sua cessione del Cancellierato a Ebert, né la proclamazione della Repubblica ad opera di Scheidemann erano costituzionalmente riconosciuti. Tutti erano in realtà atti rivoluzionari di attori, i quali non volevano la rivoluzione, ma che tuttavia determinarono fatti duraturi. Al contrario, sempre la sera stessa avvenne un'azione deliberatamente rivoluzionaria, che tuttavia alla fine si doveva rivelare vana.
Verso le 20 un gruppo di 100 Delegati Rivoluzionari (Revolutionären Obleuten) delle grandi industrie di Berlino occuparono il Reichstag e formarono un parlamento rivoluzionario. Si trattava in gran parte delle stesse persone che già in gennaio si erano presentati come capi degli scioperi. Diffidavano della direzione della SPD e, indipendentemente dalla rivolta dei marinai, avevano progettato un sovvertimento per l'11 novembre, ma erano stati colti di sorpresa dagli eventi rivoluzionari a partire da Kiel. Per strappare di mano l'iniziativa a Ebert, decisero allora di proclamare le elezioni per il giorno seguente: ogni impresa di Berlino e ogni reggimento avrebbero dovuto votare in questa domenica consigli dei lavoratori e dei soldati, che avrebbero poi dovuto eleggere un governo rivoluzionario in carica dai due partiti operai (SPD e USPD). Questo Consiglio dei Commissari del Popolo (Rat der Volksbeauftragten) avrebbe dovuto eseguire le risoluzioni del parlamento rivoluzionario secondo la volontà dei rivoluzionari e sostituire Ebert nella funzione di cancelliere dell'Impero.

### Il 10 novembre: la direzione della SPD contro i Delegati Rivoluzionari

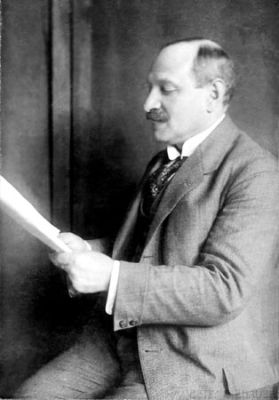
Hugo Haase e altri due membri della USPD entrarono nel Consiglio dei Commissari del Popolo il 10 novembre

La direzione della SPD apprese di questi piani sempre nella sera di domenica. Poiché le elezioni e la successiva assemblea dei consigli non si potevano più impedire, la notte stessa e il primo mattino seguente Ebert inviò oratori a tutti i reggimenti di Berlino e nelle imprese. Essi dovevano influenzare le elezioni a suo favore e rendere nota la partecipazione già pianificata della USPD al governo.
D'altro canto, queste attività non sfuggirono all'attenzione dei Delegati. Quando divenne prevedibile che Ebert avrebbe condotto le danze anche nel nuovo governo, progettarono di proporre all'assemblea oltre all'elezione di un governo anche la nomina di un Comitato d'azione.
Questo avrebbe dovuto coordinare l'attività dei consigli dei lavoratori e dei soldati. I Delegati avevano già preparato una lista di nomi per queste elezioni nella quale la SPD non era rappresentata. Speravano così di poter insediare un organo di controllo sul governo per loro accettabile.
Nell'assemblea che si riunì il pomeriggio del 10 novembre nel Circus Busch, la maggioranza stette dalla parte della SPD: quasi tutti i consigli dei soldati e gran parte dei rappresentanti dei lavoratori. Rinnovarono allora la richiesta di una "unità della classe operaia", che era stata avanzata il giorno precedente dai rivoluzionari, e usarono ora il motto per imporre la linea di Ebert. Nel "Consiglio dei Commissari del Popolo" composto di sei persone, che venne allora eletto, come pianificato ciascun partito socialista inviò i suoi tre rappresentanti: la USPD il suo presidente Haase, i deputati del Reichstag Wilhelm Dittmann e Emil Barth per i Delegati Rivoluzionari. I tre rappresentanti della SPD erano Ebert, Scheidemann e il deputato del Reichstag Otto Landsberg di Magdeburgo.

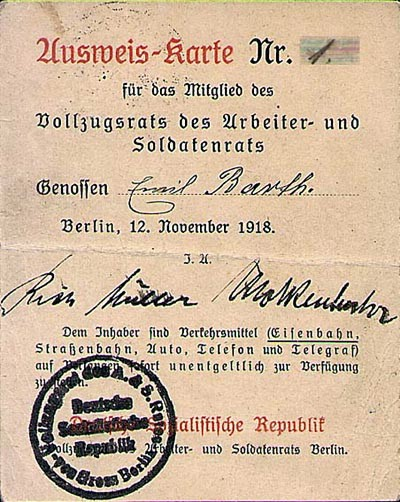
Tessera di Emil Barth come membro del consiglio esecutivo dei lavoratori e dei soldati

La proposta dei Delegati di eleggere come organo di controllo un comitato supplementare colse di sorpresa la direzione della SPD e suscitò infervorati dibattiti. Ebert, alla fine, ottenne che anche questo Consiglio Esecutivo dei Lavoratori e dei Soldati, composto di 24 componenti, fosse occupato paritariamente con membri della SPD e della USPD. Il Consiglio Esecutivo decise di convocare per dicembre un "Congresso dei Consigli dell'Impero" a Berlino (ossia, un'assemblea generale dei consigli dei lavoratori e dei soldati di tutta la Germania).
Sebbene Ebert avesse salvaguardato il ruolo determinante della SPD, non era soddisfatto dei risultati. Egli vedeva il parlamento dei consigli e il Consiglio Esecutivo non come degli aiuti, bensì solo come degli ostacoli nel cammino verso un ordinamento dello stato che avrebbe dovuto costituire la naturale continuazione dell'Impero del Kaiser. Tutti i capi della SPD consideravano come un pericolo soprattutto i consigli, ma non le vecchie élite dell'esercito e dell'amministrazione. Essi sopravvalutavano notevolmente la lealtà di queste ultime alla nuova repubblica. Ciò che infastidiva Ebert era soprattutto il fatto che ora non poteva più presentarsi come Cancelliere, ma solo come presidente di un governo rivoluzionario. In realtà i conservatori lo consideravano come un traditore, sebbene egli si fosse messo a capo della rivoluzione solo per bloccarla.
Durante le otto settimane di doppio dominio dei consigli e del governo imperiale, quest'ultimo fu sempre dominante. I funzionari di rango più elevato rispondevano solo a Ebert, sebbene formalmente Haase nel consiglio fosse un presidente con uguali diritti. Il fattore decisivo in questa lotta di potere fu una telefonata la sera del 10 novembre tra Ebert e il generale Wilhelm Groener, il nuovo Primo Generale Quartiermastro a Spa in Belgio. Questi assicurò a Ebert l'appoggio dell'esercito e ottenne perciò da lui la promessa di restaurare la gerarchia militare e di intervenire contro i consigli, con l'aiuto dell'esercito.
Dietro il patto segreto Ebert-Groener vi era la preoccupazione dei capi della SPD che la rivoluzione potesse sfociare in una Repubblica dei Consigli (o Soviet) sul modello russo. L'aspettativa di riuscire in tal modo a guadagnare l'appoggio del corpo degli ufficiali imperiali alla repubblica, tuttavia, non doveva compiersi. Allo stesso tempo il comportamento di Ebert divenne sempre più incomprensibile per i lavoratori ed i soldati rivoluzionari. Così i capi della SPD persero sempre più la fiducia dei loro seguaci, senza guadagnare simpatie dagli oppositori della rivoluzione.
Nelle turbolenze di questa giornata, passò quasi inosservato che il governo Ebert la mattina, dopo un ripetuto sollecito del Comando Supremo, aveva accettato le dure condizioni dell'Entente per un armistizio. L'11 novembre il deputato del Partito Centrista Matthias Erzberger firmò su ordine di Berlino l'Armistizio di Compiègne. Finivano così le operazioni belliche della Prima guerra mondiale.

### L'accordo Stinnes-Legien
Come sul sistema statale, così anche sul futuro sistema economico tra i rivoluzionari prevalevano idee assai eterogenee. Tanto nella SPD quanto nella USPD era assai diffusa la richiesta di porre sotto controllo democratico almeno l'industria pesante di importanza bellica. Le ali sinistre di entrambi i partiti e i Delegati Rivoluzionari volevano andare oltre e stabilire una "democrazia diretta" nel settore produttivo. I delegati eletti in questo settore dovevano anche controllare il potere politico. Era nell'interesse non solo della SPD impedire questa democrazia dei consigli, ma anche dei sindacati, che sarebbero stati resi superflui dai consigli.
Per questo durante gli eventi rivoluzionari i capi del sindacato sotto Carl Legien e i rappresentanti della grande industria sotto Hugo Stinnes e Carl Friedrich von Siemens si incontrarono a Berlino dal 9 al 12 novembre. Il 15 novembre essi firmarono un "accordo per un gruppo di lavoro" con vantaggi per entrambe le parti: i rappresentanti sindacali promisero di garantire uno svolgimento ordinato della produzione, di porre fine agli scioperi selvaggi, di respingere l'influenza dei consigli e di impedire una nazionalizzazione dei mezzi di produzione. I datori di lavoro
garantirono in cambio l'introduzione della giornata lavorativa di otto ore, che i lavoratori avevano chiesto invano per anni. Essi concessero inoltre ai sindacati il diritto di rappresentanza esclusiva e il riconoscimento permanente al posto dei consigli. Entrambe le parti formarono un "Comitato centrale per il mantenimento dell'economia" (Zentralausschuss zur Aufrechterhaltung der Wirtschaft).
Un "Comitato di conciliazione" (Schlichtungsausschuss) doveva mediare nei futuri conflitti tra datori di lavoro e lavoratori. Da ora in poi, in ogni impresa con più di 50 lavoratori i comitati insieme alla direzione dell'azienda dovevano vigilare il rispetto degli accordi salariali.
Con questo, i sindacati avevano raggiunto una delle loro annose richieste, tuttavia minarono tutti gli sforzi di nazionalizzazione dei mezzi di produzione ed eliminarono in gran parte i consigli.

### Il governo di transizione e il movimento dei consigli
Il Reichstag non era stato più convocato dal 9 novembre. Il Consiglio dei Commissari del Popolo e il Consiglio Esecutivo avevano sostituito il vecchio governo. Ma il precedente apparato amministrativo permaneva quasi immutato. Ai funzionari imperiali venivano assegnati solo rappresentanti della SPD e della USPD. In tal modo questi funzionari conservavano tutti quanti le loro posizioni ed il loro lavoro continuava in gran parte inalterato.
Il 12 novembre il Consiglio dei Commissari del Popolo pubblicò il suo programma di governo sociale e democratico. Esso toglieva lo stato di assedio e la censura, aboliva il sistema delle servitù (Gesindeordnung) ed introduceva il suffragio universale a partire dai 20 anni, per la prima volta anche per le donne. Tutti i detenuti politici ottennero l'amnistia. Furono emanate disposizioni per la libertà di associazione, la libertà di assemblea e la libertà di stampa. In base all'accordo Stinnes-Legien, fu imposta la giornata di 8 ore e furono ampliate le prestazioni dell'assistenza per i disoccupati, della previdenza sociale e dell'assicurazione contro gli infortuni.
Su pressione dei rappresentanti della USPD, il 21 novembre il Consiglio dei Commissari del Popolo nominò una "Commissione per la nazionalizzazione" (Sozialisierungskommission), della quale facevano parte, tra gli altri, Karl Kautsky, Rudolf Hilferding e Otto Hue. Essa doveva esaminare quali industrie erano "idonee alla nazionalizzazione" e preparare una statalizzazione dell'industria mineraria. Questa commissione si riunì fino al 7 aprile 1919 senza alcun tangibile risultato; solo nell'industria mineraria del carbone e della potassa così come in quella dell'acciaio furono nominati "organi di autogestione", dai quali derivarono gli attuali consigli di fabbrica. Un'espropriazione socialista non fu mai iniziata.
La direzione della SPD preferiva lavorare con la vecchia amministrazione piuttosto che con i nuovi Consigli dei Lavoratori e dei Soldati, perché non li considerava in grado di provvedere ai bisogni della popolazione. Ciò portò, a partire dalla metà di novembre, a continui conflitti con il Consiglio Esecutivo. Il Consiglio cambiava continuamente la sua posizione, a seconda degli interessi di chi rappresentava in un determinato momento. Come risultato Ebert gli sottrasse sempre più competenze, con l'obiettivo di mettere fine una volta per tutte alle "intromissioni e alle interferenze dei Consigli in Germania". Ma Ebert e i capi della SPD sopravvalutavano di gran lunga non solo la forza del movimento dei consigli, ma anche quella della Lega Spartachista. Così ad esempio gli Spartachisti non controllarono mai il movimento dei consigli, come credevano invece i conservatori e parte della SPD.
I Consigli dei Lavoratori e dei Soldati sciolsero tra le altre le amministrazioni comunali di Lipsia, Amburgo, Brema, Chemnitz e Gotha, prendendone il controllo. A Braunschweig, Düsseldorf, Mülheim an der Ruhr e Zwickau furono inoltre arrestati tutti i funzionari fedeli all'Imperatore. Ad Amburgo e Brema furono formate "Guardie Rosse" che dovevano proteggere la rivoluzione. I Consigli deposero la direzione della Leunawerke, una gigantesca fabbrica chimica vicino a Merseburg. Sovente i nuovi Consigli venivano costituiti spontaneamente e arbitrariamente e non avevano assolutamente alcuna esperienza manageriale. Alcuni erano corrotti e agivano per interesse personale. Contro i Consigli nominati di recente vi era però una grande maggioranza di Consigli moderati, che vennero in accordo con le vecchie amministrazioni ed insieme ad esse fecero in modo che l'ordine fosse rapidamente ristabilito nelle imprese e nelle città. Si incaricarono della distribuzione dei generi alimentari, dell'autorità di polizia come pure del vitto e dell'alloggio dei soldati del fronte che stavano a poco a poco ritornando in patria.
Amministrazione e Consigli dipendevano l'una dagli altri: la prima aveva la conoscenza e l'esperienza, i secondi l'influenza politica. Nella maggior parte dei casi nei Consigli erano stati eletti membri della SPD che consideravano sovente la loro attività come una soluzione transitoria. Per loro come per la maggior parte del resto della popolazione nel 1918-1919 l'introduzione di una Repubblica dei Consigli in Germania non era mai stata all'ordine del giorno. Molti volevano sostenere il nuovo governo e si aspettavano da questo l'abolizione del militarismo e dello stato autoritario. La stanchezza della guerra e la miseria portavano gran parte dei Tedeschi a sperare in una soluzione pacifica e li inducevano a sopravvalutare parzialmente i risultati della rivoluzione.

### Il Congresso dei Consigli dell'Impero
Come deciso dal Consiglio Esecutivo, i Consigli dei Lavoratori e dei Soldati di tutta la Germania inviarono deputati a Berlino, che dovevano riunirsi il 16 dicembre nel Circo Busch per il Primo Congresso generale dei Consigli dei Lavoratori e dei Soldati (Erster Allgemeiner Kongress der Arbeiter- und Soldatenräte). Per impedire il congresso, il 15 dicembre Ebert e il generale Groener progettarono di riprendere il controllo della capitale con l'aiuto di truppe fatte affluire dal fronte. Il 16 dicembre uno dei reggimenti previsti per questa azione si mosse troppo presto. Nel tentativo di arrestare il Consiglio Esecutivo, le truppe aprirono il fuoco contro una dimostrazione di "Guardie Rosse" disarmate, che erano Consigli dei Soldati affiliati agli Spartachisti, uccidendo 16 persone.
Con questo divennero già visibili il potenziale di violenza ed il pericolo di un colpo di stato da parte della destra. In seguito a questa esperienza, nel giornale quotidiano della Lega Spartachista Bandiera Rossa (Die Rote Fahne) del 12 dicembre, Rosa Luxemburg chiese il disarmo pacifico delle unità militari di ritorno in patria da parte dei lavoratori di Berlino, la subordinazione dei Consigli dei Soldati al parlamento rivoluzionario e la rieducazione dei soldati stessi.
In precedenza il 10 dicembre Ebert aveva accolto dieci divisioni di ritorno dal fronte, nella speranza di poterle impiegare contro i consigli. Risultò tuttavia che anche queste truppe non erano più disposte a combattere. La guerra era alla fine, Natale era alle porte e la maggior parte dei soldati volevano solo tornare a casa dalle loro famiglie. Così poco dopo il loro arrivo a Berlino si dispersero. Il progettato colpo contro il Congresso dei Consigli non ebbe luogo.
Sarebbe stato comunque inutile. Infatti il congresso, che tenne i suoi lavori il 16 dicembre nella Camera dei Deputati prussiana, consistette in maggioranza di seguaci della SPD. Nemmeno Karl Liebknecht era riuscito ad ottenervi un incarico. Alla sua Lega Spartachista non fu concessa alcuna influenza. Il 19 dicembre i Consigli con 344 voti a 98 votarono contro la creazione di un Sistema di Consigli come base per una nuova costituzione. Essi sostennero piuttosto la decisione del governo di convocare al più presto possibile elezioni per un'assemblea nazionale costituente, che avrebbe dovuto decidere sulla forma definitiva dello stato.
L'unico punto di controversia tra Ebert e il Congresso consisteva nella questione del controllo sulle forze armate. Il Congresso pretese tra l'altro un diritto di parola per il Consiglio Centrale, da esso eletto, nel comando supremo dell'esercito, la libera elezione degli ufficiali e i poteri disciplinari per i Consigli dei Soldati. Ma questo andava contro l'accordo segreto fra Ebert e Groener. Entrambi fecero di tutto per far fallire la decisione. Il Comando supremo dell'Esercito (Oberste Heeresleitung), che nel frattempo si era trasferito da Spa a Kassel, cominciò a radunare truppe di volontari leali (i cosiddetti Freikorps o Corpi Franchi), che intendeva impiegare contro la presunta minaccia bolscevica. Diversamente dai soldati rivoluzionari di novembre, queste truppe erano composte da ufficiali di sentimenti monarchici e da uomini che temevano il ritorno nella vita civile.

### La crisi di Natale
Dopo il 9 novembre il governo aveva ordinato per la sua protezione che l'appena formata Divisione della Marina del Popolo (Volksmarinedivision) si trasferisse da Kiel a Berlino e si stabilisse nel castello della città. Questa divisione era considerata
assolutamente leale e rifiutò per questo di prendere parte al tentativo di putsch del 6 dicembre. I marinai deposero perfino il loro comandante, perché lo credettero coinvolto nella vicenda. Ma proprio questa lealtà guadagnò alla truppa la fama di essere agli ordini degli Spartachisti. Ebert pretese il suo scioglimento ed il suo ritiro dal Castello, e Otto Wells, dal 9 novembre comandante della città di Berlino, rifiutò di pagare ai marinai lo stipendio arretrato.
La disputa andò crescendo il 23 dicembre. Dopo averli tenuti in sospeso tutto il giorno, i marinai occuparono la cancelleria del Reich, tagliarono le linee del telefono, misero il Consiglio dei Commissari del Popolo agli arresti domiciliari e presero prigioniero Otto Wells. Ma diversamente da quanto si erano aspettati gli Spartachisti, non utilizzarono la situazione per eliminare il governo Ebert, bensì insistettero soltanto per avere ancora il loro salario. Tuttavia - e nonostante Wells nel frattempo fosse stato rilasciato - Ebert, che si manteneva in contatto su una linea telefonica segreta con il Comando supremo a Kassel, la mattina del 24 dicembre diede l'ordine di attaccare il Castello con truppe fedeli al governo. Ma i marinai resistettero con successo a questo attacco, sotto la guida del loro comandante Heinrich Dorrenbach. Nello scontro persero la vita circa 30 soldati e civili. Le truppe del governo dovettero evacuare il centro della città. Esse dal canto loro furono allora disciolte o integrate nei Freikorps appena costituiti. Per salvare le apparenze, occuparono temporaneamente la redazione del periodico Rote Fahne. Però la forza militare a Berlino era ora ancora una volta nelle mani della Divisione della Marina del Popolo, e di nuovo questa non ne approfittò.
Questo mostra da un lato, che i marinai non erano affatto spartachisti, dall'altro che nessuno dirigeva la rivoluzione. Anche se Liebknecht fosse stato un leader rivoluzionario come Lenin, come la leggenda lo ha reso in seguito, i marinai e i consigli difficilmente lo avrebbero accettato come tale. Così la crisi di Natale, che fu definita dagli Spartachisti "il Natale di sangue di Ebert", ebbe come unico risultato che i Delegati Rivoluzionari (Revolutionäre Obleute) convocarono una manifestazione per il primo giorno di Natale e che la USPD abbandonò per protesta il governo il 29 dicembre. Ma questo andava benissimo a Ebert, dal momento che egli aveva fatto partecipare gli indipendenti (appunto la USPD) al governo solamente sotto la pressione degli eventi rivoluzionari. In pochi giorni la sconfitta militare del governo Ebert si trasformò in una vittoria politica.

### La fondazione del KPD e la rivolta di gennaio
Dopo le esperienze con la SPD e la USPD, gli Spartachisti giunsero alla conclusione che i loro obiettivi potevano realizzarsi solo con un proprio partito. Per questo - e per intercettare l'insoddisfazione di molti lavoratori verso il corso della rivoluzione fino a quel momento - fondarono insieme ad altri gruppi della sinistra socialista provenienti da tutto l'Impero il Partito Comunista di Germania (Kommunistische Partei Deutschlands, KPD).
Rosa Luxemburg redasse il programma di fondazione e lo presentò il 31 dicembre 1918: in esso sosteneva che una presa di potere dei comunisti non sarebbe mai potuta accadere senza una chiara volontà della maggioranza del popolo. Il 1º gennaio 1919 chiese ancora una volta la partecipazione del KPD alle elezioni parlamentari pianificate, ma fu messa in minoranza. La maggioranza del partito, infatti, era antiparlamentare e sperava ancora di poter conseguire il potere attraverso la continua agitazione nelle industrie e la pressione della "strada". I Delegati Rivoluzionari, tuttavia, dopo trattative con gli Spartachisti decisero di rimanere nella USPD.
La sconfitta decisiva dei rivoluzionari di novembre si verificò nei primi giorni del 1919. Come in novembre si sviluppò quasi spontaneamente una seconda ondata rivoluzionaria, che questa fu però soffocata violentemente. La causa che determinò la nuova ondata fu la destituzione il 4 gennaio del membro della USPD di Emil Eichhorn dalla carica di presidente dalla polizia di Berlino, perché si era rifiutato di intervenire contro i lavoratori che manifestavano durante la crisi di Natale. La USPD, i Delegati Rivoluzionari e i capi della KPD Karl Liebknecht e Wilhelm Pieck colsero allora la sua destituzione come occasione per convocare una protesta per il giorno seguente.
Ciò che era stato pianificato come una manifestazione si trasformò in una mobillitazione di massa, che neanche gli stessi organizzatori avevano calcolato. Così come il 9 novembre 1918, il 5 gennaio 1919, una domenica, centinaia di migliaia di persone affluirono nel centro di Berlino, molte delle quali armate. Nel pomeriggio occuparono le stazioni ferroviarie di Berlino così come il quartiere della stampa con i giornali borghesi e la redazione del Vorwärts. Alcuni dei giornali interessati avevano nei giorni precedenti non solo esortato il dispiegamento di altri Freikorps, ma anche invitato ad uccidere gli Spartachisti.
I dimostranti erano in generale gli stessi di due mesi prima. Pretendevano ora che fosse mantenuto ciò che già allora si erano aspettati. In questo, gli Spartachisti non erano in alcun modo i leader: le pretese venivano dai lavoratori stessi ed erano appoggiate dai diversi gruppi a sinistra della SPD. Anche l'allora cosiddetta "rivolta spartachista" provenne solo in parte dai membri della KPD. Questi, infatti, restarono in minoranza perfino tra gli insorti.
Gli iniziatori della manifestazione, riuniti nella questura, elessero un "Comitato Rivoluzionario Provvisorio" (Provisorischen Revolutionsausschuss) di 53 membri, che però con il suo potere non seppe iniziare nulla né dare una direzione chiara alla rivolta. Liebknecht pretese il rovesciamento del governo e aderì alla posizione della maggioranza del Comitato, che propagandava la lotta armata. Rosa Luxemburg riteneva – come la maggioranza dei capi della KPD – che una rivolta in questo momento fosse una catastrofe e si espresse chiaramente contro.
Il Comitato Rivoluzionario convocò nuove manifestazioni di massa per il lunedì successivo, 6 gennaio. Ancora più uomini risposero a questa convocazione. Portarono nuovamente con sé cartelli con la scritta "Fratelli, non sparate!" e rimasero fermi in attesa in un punto di raccolta. Una parte dei Delegati Rivoluzionari cominciò ad armarsi e ad invitare al rovesciamento del governo Ebert. Ma gli sforzi degli attivisti della KPD per tirare le truppe dalla loro parte rimasero ampiamente senza successo. Si dimostrava anzi che anche unità come la Divisione della Marina del Popolo non erano pronte ad appoggiare attivamente la rivolta armata. La Divisione della Marina si dichiarò neutrale. Gli altri reggimenti stanziati a Berlino rimasero in maggioranza dalla parte del governo.
Mentre altre truppe ritornavano a Berlino su suo ordine, Ebert accettò una proposta della USPD di mediare tra lui e il Comitato Rivoluzionario. Ma dopo che divennero noti i movimenti delle truppe e la diffusione di un volantino della SPD dal titolo "L'ora della resa dei conti si avvicina" (Die Stunde der Abrechnung naht), l'8 gennaio il Comitato ruppe i negoziati. Ebert approfittò dell'occasione per impiegare le truppe stanziate a Berlino contro gli occupanti. A partire dal 9 gennaio le truppe soffocarono violentemente l'improvvisato tentativo di rivolta. Il 12 gennaio, inoltre, rientrarono in città gli antirepubblicani Freikorps, che erano stati costituiti dall'inizio di dicembre. Gustav Noske, da pochi giorni commissario del popolo per l'Esercito e la Marina, il 6 gennaio aveva accettato il comando di queste truppe con le parole: "Da parte mia, qualcuno deve fare il bracco. Io non fuggo la responsabilità."
Dopo che i Freikorps ebbero evacuato brutalmente vari edifici e fucilato gli occupanti secondo la legge marziale, gli altri si arresero rapidamente. Una parte di loro fu tuttavia fucilata allo stesso modo. In questa azione persero la vita 156 uomini nella sola Berlino.

### L'assassinio di Karl Liebknecht e Rosa Luxemburg

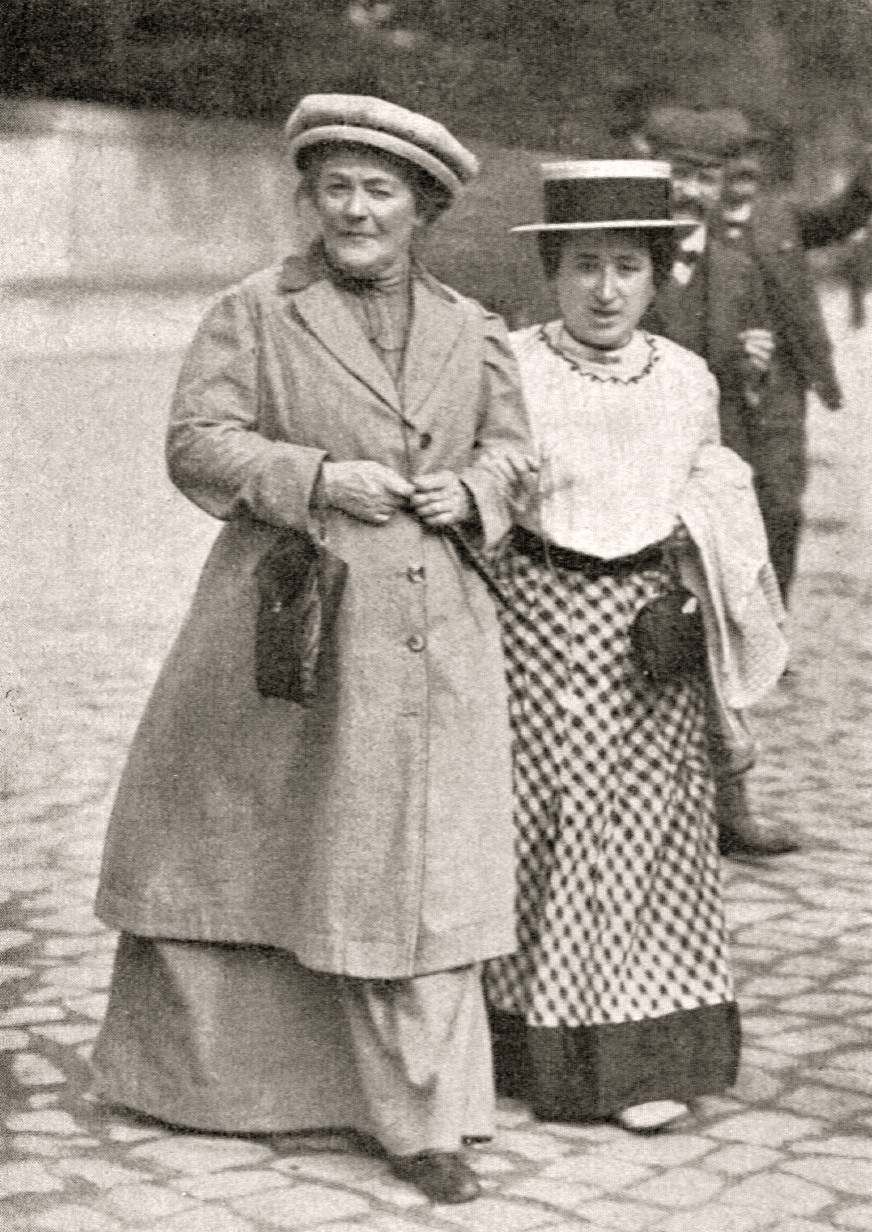
Rosa Luxemburg (a destra) con Clara Zetkin nel 1910

I presunti istigatori della rivolta di gennaio dovettero nascondersi, ma si rifiutarono di abbandonare Berlino, malgrado le insistenti preghiere dei loro compagni. La sera del 15 gennaio 1919 Rosa Luxemburg e Karl Liebknecht furono scoperti in un'abitazione di Wilmersdorf, arrestati e consegnati al più grande dei Freikorps, la pesantemente armata "Divisione di fucilieri della Cavalleria di Guardia" (Garde-Kavallerie-Schützen-Division). Il loro comandante, il capitano Waldemar Pabst, permise che li interrogassero e li maltrattassero pesantemente. Ma quella stessa notte, entrambi i prigionieri furono colpiti con i calci dei fucili fino a perdere conoscenza e poi assassinati sparando loro nel sonno. Il cadavere di Rosa Luxemburg fu gettato presso il ponte Lichtenstein nel Landwehrkanal di Berlino, dove fu trovato solo il 1º giugno 1919.
Per questo delitto la maggior parte degli autori rimasero impuniti: solo i subordinati che avevano eseguito gli ordini furono condannati a pene detentive insignificanti. In seguito i Nazionalsocialisti risarcirono quelli di loro che erano stati processati o imprigionati e trasferirono la Cavalleria di Guardia nella SA. Il principale responsabile dell'omicidio, Waldemar Pabst, non fu mai citato in giudizio. In un'intervista alla rivista Der Spiegel nel 1962, dichiarò che Noske successivamente aveva approvato il suo modo di agire. Nelle sue memorie postume affermò al contrario che aveva telefonato a Noske nella cancelleria del Reich già prima dell'assassinio e che questi aveva dato il suo consenso, alla presenza anche di Ebert. Indipendentemente dalle dichiarazioni degli assassini, non si è mai potuto dimostrare che quell'ordine fosse stato effettivamente impartito da Ebert e Noske, tanto più che né il Parlamento né la giustizia hanno mai potuto iniziare un'inchiesta.
Con gli assassini del 15 gennaio l'ostilità fra la SPD e la KPD divenne ancora più inconciliabile. Questo ebbe, tra l'altro, come conseguenza che nella Repubblica di Weimar entrambi i partiti non poterono accordarsi per un'azione comune contro l'NSDAP, che a partire dal 1930 si fece sempre più potente.

### Altre rivolte in conseguenza della rivoluzione
Nei primi mesi del 1919 vi furono altri tentativi di rivolte armate in varie zone della Germania (ad esempio nella Ruhr e in Sassonia). In alcune regioni si dichiararono temporaneamente Repubbliche dei Consigli o Soviet (Räterepubliken). Fattore scatenante delle nuove lotte fu la decisisone di Noske, presa alla fine di gennaio, di intervenire violentemente anche contro la Repubblica Sovietica di Brema. Malgrado una proposta di negoziato della parte avversa, diede ordine alle sue formazioni di Freikorps di invadere la città. Nei successivi combattimenti all'inizio di febbraio persero la vita circa 400 uomini.
Come reazione a questi fatti scioperi di massa scoppiarono in Sassonia, in Renania e nella regione della Ruhr. Militanti della USPD e della KPD, addirittura della SPD, indissero uno sciopero generale, che iniziò il 4 marzo. A Berlino in quei giorni, contro la volontà dei capi dello sciopero, vi furono nuovamente combattimenti per le strade. Il governo prussiano, che nel frattempo aveva dichiarato lo stato di assedio, chiamò in aiuto il governo imperiale. Così Noske utilizzò nuovamente la Divisione dei Fucilieri della Cavalleria di Guardia comandata da Pabst. Essa uccise fino alla fine dei combattimenti in città circa 1 200 uomini, tra i quali molti disarmati e completamente estranei. Tra l'altro 29 appartenenti alla Divisione della Marina del Popolo furono giustiziati arbitrariamente, perché Noske aveva ordinato di fucilare, in base alla legge marziale, chiunque fosse stato trovato con un'arma.
Anche ad Amburgo e nel Sassonia-Gotha vi furono situazioni da guerra civile. Dei governi dei Consigli quello che durò più a lungo fu la Repubblica dei Consigli di Monaco (chiamata anche Repubblica Sovietica Bavarese). Essa cessò solo il 2 maggio 1919 per l'intervento di truppe prussiane, del Württemberg e dei Freikorps, durante il quale si ebbero eccessi di violenza simili a quelli già accaduti a Berlino e Brema.
Secondo l'opinione oggi prevalente tra gli studiosi, d'altro canto, la fondazione di una dittatura dei Consigli di tipo bolscevico in Germania appariva improbabile già a partire dal 9-10 novembre 1918. Ciononostante, il governo Ebert si credeva minacciato da un tentativo di rovesciamento ad opera delle sinistre radicali e concluse contro di esse un'alleanza con il Comando supremo dell'Esercito e con i Freikorps. I brutali interventi di questi ultimi durante le varie rivolte avevano allontanato molti democratici della sinistra della SPD, che consideravano il comportamento di Ebert, Noske e altri capi della SPD durante la rivoluzione come un tradimento dei propri compagni di partito.

### Assemblea nazionale e nuova costituzione dell'Impero

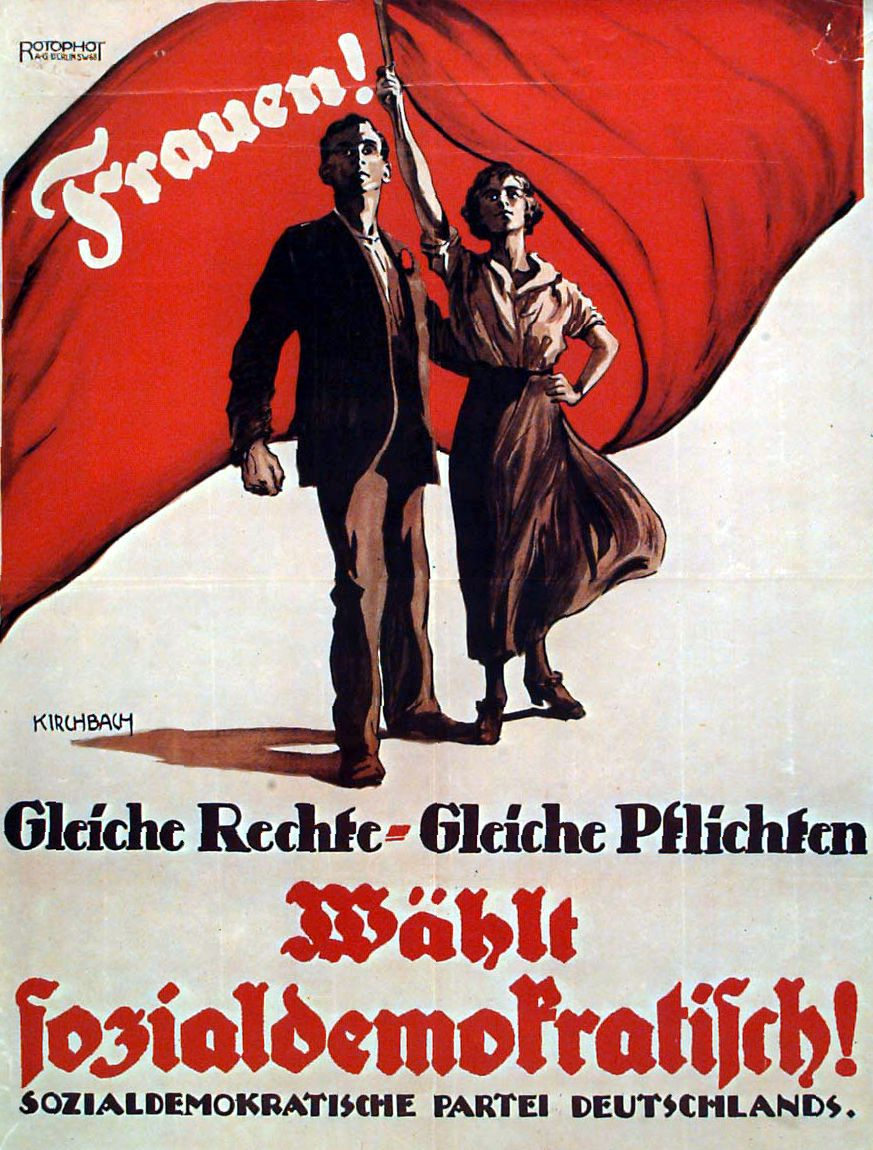
Cartello della campagna elettorale della SPD nel 1919

Il 19 gennaio 1919 ebbero luogo le elezioni per l'assemblea nazionale costituente, le prime in Germania per le quali valesse anche il suffragio femminile. Accanto alla SPD ed alla USPD si presentarono il cattolico Partito di Centro e vari partiti borghesi, che si erano recentemente formati a partire da novembre: il liberale di sinistra Partito Democratico Tedesco (DDP), il nazionalista liberale Partito Popolare Tedesco (DVP) e il conservatore nazionalista Partito Popolare Nazionale Tedesco (DNVP). Il KPD non partecipò alle elezioni, contro le raccomandazioni di Rosa Luxemburg.
Il SPD divenne il partito più forte con il 37,4 per cento dei voti e designò 165 dei 423 deputati. La USPD ottenne solo il 7,6 per cento dei voti e 22 deputati. Acquistò temporaneamente ancora una volta importanza dopo il Putsch Kapp-Lüttwitz nel 1920, ma si sciolse nel 1922. Il Partito di Centro si affermò come la seconda forza nell'assemblea nazionale, con 91 deputati. La DDP ne ottenne 75, la DVP 19 e la DNVP 44 seggi. La SPD formò una coalizione di governo con il Partito di Centro e la DDP.
Per evitare gli strascichi rivoluzionari a Berlino, l'assemblea nazionale si riunì il 6 febbraio a Weimar. Là elesse l'11 febbraio Friedrich Ebert come Presidente provvisorio del Reich ed il 13 febbraio Philipp Scheidemann come Primo Ministro (Ministerpräsident) della coalizione appena formata. Il 21 agosto Ebert fu finalmente investito secondo la costituzione come Presidente del Reich.
La nuova costituzione di Weimar, che trasformava il Reich tedesco in una repubblica democratica, era stata approvata l'11 agosto 1919 con i voti della SPD, del Centro e della DDP. Si collocava nella tradizione liberale e democratica del XIX secolo e riprendeva testualmente – come in seguito l'attuale costituzione tedesca (Grundgesetz) – molti passaggi della costituzione della Paulskirche dell'anno 1849. Tuttavia, a causa dei rapporti tra le maggioranze nell'assemblea nazionale, esigenze centrali dei rivoluzionari di novembre rimasero insoddisfatte: la nazionalizzazione dell'industria del ferro e del carbone e la democratizzazione dei corpi degli ufficiali (Offizierskorps), che già il Consiglio dei Lavoratori e dei Soldati di Kiel aveva chiesto e il Congresso dei Consigli dell'Impero aveva iniziato. Ugualmente rimase esclusa l'espropriazione delle grandi banche, dell'industria pesante e dei latifondi dei nobili. Gli incarichi e le pensioni dei funzionari imperiali e dei soldati furono esplicitamente protetti.
Da un lato, la costituzione di Weimar conteneva più possibilità di democrazia diretta della Grundgesetz della Repubblica Federale di Germania, ad esempio l'iniziativa legislativa popolare (Volksbegehren) ed il referendum (Volksentscheid). Dall'altro lato, l'articolo 48 dei poteri d'emergenza concedeva al Presidente del Reich ampi poteri per governare, anche contro la maggioranza del Reichstag e, in caso di necessità, per impiegare l'esercito all'interno. Questo articolo risultò un mezzo decisivo per distruggere la democrazia nel 1932-33.

## La rivoluzione dal punto di vista dei contemporanei e dei posteri
La Rivoluzione di novembre è uno dei più importanti eventi della recente storia tedesca, ma è poco ancorata nella memoria storica dei Tedeschi. Il fallimento della Repubblica di Weimar da essa derivata e il successivo periodo del Nazionalsocialismo hanno per lungo tempo ostruito la visuale sugli eventi del periodo 1918-19. La loro interpretazione fino ad oggi viene determinata più dalle leggende che dai fatti.
Sia la destra radicale che la sinistra radicale – con segnali di volta in volta opposti – alimentarono l'idea che ci sarebbe stata un'insurrezione comunista, con l'obiettivo di trasformare la Germania in una repubblica dei consigli sul modello dell'Unione Sovietica. Anche i partiti democratici del centro, in particolare la SPD, per lungo tempo ebbero scarso interesse per una valutazione equa degli eventi che trasformarono la Germania in Repubblica. Ad un'osservazione più attenta, infatti, questi eventi si dimostravano come una rivoluzione sostenuta dai Socialdemocratici che fu fermata dai capi del partito socialdemocratico, la cosiddetta "rivoluzione tradita" (verratene Revolution). Anche il fatto che la Repubblica di Weimar si sia rivelata una democrazia debole e che sia già crollata 14 anni dopo ha a che fare con questo e con altri difetti congeniti durante la Rivoluzione di novembre.
Di grande importanza fu il fatto che il governo imperiale ed il Comando supremo dell'Esercito si sottrassero molto presto alla loro responsabilità e addossarono il compito di affrontare la sconfitta da loro causata nella Prima guerra mondiale ai partiti di maggioranza del Reichstag. Quale calcolo vi fosse dietro, lo documenta una citazione dall'autobiografia del successore di Ludendorff, Groener:
A me poteva convenire solo che in questi funesti negoziati per l'armistizio, dai quali non c'era da aspettarsi niente di buono, l'esercito e il Comando supremo rimanessero il più possibile tranquilli.
Così si creò la cosiddetta "leggenda della pugnalata alle spalle" (Dolchstoßlegende), secondo la quale i rivoluzionari avrebbero colpito alle spalle l'esercito "imbattuto sul campo" e solo in tal modo avrebbero trasformato la vittoria quasi sicura in una sconfitta. Alla diffusione di questa falsificazione della storia contribuì considerevolmente Erich Ludendorff, che voleva in questo modo nascondere i propri gravi errori militari. Nei circoli nazionalisti e populisti la leggenda trovò terreno fertile. In essi i rivoluzionari e perfino i politici come Ebert – che non aveva mai voluto la rivoluzione e aveva fatto di tutto per canalizzarla ed arginarla – furono presto diffamati come "criminali di novembre" (Novemberverbrecher). La destra radicale non si fece spaventare neanche davanti ad omicidi politici, come quelli di Matthias Erzberger e Walther Rathenau. Fu per una consapevole scelta simbolica che Adolf Hitler e Ludendorff realizzarono il loro Putsch della birreria di Monaco del 1923 proprio un 9 novembre.
Dal momento stesso della sua nascita la repubblica fu associata all'onta della sconfitta della guerra. Gran parte della borghesia e delle vecchie élite della grande industria, del latifondo, dell'esercito, della giustizia e dell'amministrazione non accettarono mai la nuova forma dello Stato, bensì vedevano nella repubblica democratica una creazione da eliminare alla prima occasione. Al contrario, nella sinistra il comportamento della direzione della SPD durante la rivoluzione spinse molti dei suoi ex aderenti verso i comunisti. La Rivoluzione di novembre frenata fece sì che la Repubblica di Weimar restasse una "democrazia senza democratici".

### Testimoni contemporanei
Già i contemporanei giudicarono la Rivoluzione di novembre in maniera molto diversa, ciascuno secondo la sua convinzione politica. Lo dimostrano le dichiarazioni di testimoni contemporanei, avvenute in parte durante o subito dopo gli eventi del novembre 1918, in parte in maniera retrospettiva.
In modo piuttosto tranquillo e con un certo sollievo, il teologo e filosofo evangelico Ernst Troeltsch registrò come il grosso dei cittadini berlinesi percepì il 10 novembre:
Domenica mattina dopo una notte di ansia il quadro si chiarì con i giornali del mattino: il Kaiser in Olanda, la rivoluzione vittoriosa nella maggior parte dei centri, i principi degli stati che abdicavano. Nessuno morto per il Kaiser e per il Reich! La continuità delle obbligazioni assicurata e nessun assalto alle banche! (...) Tram e metropolitane funzionavano come al solito, segno che per le necessità immediate della vita era tutto in ordine. Su tutti i volti era scritto: gli stipendi continuano ad essere pagati.
Un articolo del pubblicista liberale Theodor Wolff, che apparve proprio quel 10 novembre sul Berliner Tageblatt, si abbandonava al contrario ad illusioni troppo ottimistiche sul successo della rivoluzione, che avrebbero potuto nutrire anche i dirigenti della SPD:
"La più grande di tutte le rivoluzioni, come un improvviso vento di tempesta, ha rovesciato il regime imperiale con tutto ciò che gli apparteneva in alto e in basso. La si può chiamare la più grande di tutte le rivoluzioni perché mai una Bastiglia (...) così saldamente costruita è stata presa al primo tentativo. Solo una settimana fa, c'era ancora un apparato amministrativo militare e civile che (...) era così profondamente radicato, che sembrava aver assicurato il suo dominio sul cambiamento dei tempi. (...) Ieri mattina presto, almeno a Berlino, tutto questo era ancora là. Ieri a mezzogiorno non esisteva più nulla."
La destra estrema d'altro canto percepì gli eventi in maniera completamente opposta. Valutando in modo del tutto errato o reinterpretando consapevolmente la condotta di Ludendorff, il giornalista Paul Baecker scrisse nel giornale conservatore Deutsche Tageszeitung il 10 novembre un articolo che conteneva già elementi essenziali della leggenda della pugnalata alle spalle, come fu diffusa in seguito anche da Adolf Hitler e dai Nazisti:
L'opera che i nostri padri ottennero combattendo a prezzo del loro sangue – cancellata dal tradimento dalle file del proprio popolo! La Germania, che ancora ieri era imbattuta, abbandonata ai suoi nemici da uomini che portano il nome tedesco, dalla fellonia dei nostri ranghi abbattuta nella colpa e nel disonore!
I Socialisti tedeschi sapevano che la pace era comunque in arrivo e che occorreva solo mostrare al nemico un fronte compatto, saldo, ancora per qualche settimana, forse solo per qualche giorno, per strappargli condizioni tollerabili. In questa situazione hanno alzato la bandiera bianca.
Questa è una colpa che non si può mai perdonare e non sarà mai perdonata. Questo è un tradimento non solo alla monarchia e all'esercito, ma allo stesso popolo tedesco, che dovrà sopportarne le conseguenze attraverso secoli di decadenza e di miseria.
In un articolo per il 10º anniversario della rivoluzione, il pubblicista di sinistra Kurt Tucholsky
osservò che né Wolff né Baecker avevano ragione. Tuttavia anch'egli accusò Ebert e Noske di tradimento - ma non della monarchia, nesì della rivoluzione. Anche se volle vederla solo come un "rovesciamento" (Umsturz), Tucholsky analizzò l'effettivo corso degli eventi più chiaramente della maggior parte dei suoi contemporanei. Nel 1928 scrisse in November-Umsturz:
La rivoluzione tedesca del 1918 ebbe luogo nei salotti.
Quello che si svolse allora, non fu una rivoluzione: non vi era alcuna preparazione spirituale, nessun leader stava nell'oscurità pronto a saltare fuori; non esistettero obiettivi rivoluzionari. La madre di questa rivoluzione era l'ansia dei soldati di tornare a casa per Natale. E la stanchezza, la nausea e la stanchezza.
Le possibilità, che ciò nonostante si crearono nelle strade, furono tradite da Ebert e dai suoi. Fritz Ebert, che non si può innalzare al livello di una personalità chiamandolo Friederich, si oppose alla fondazione di una repubblica, fino a quando non si accorse che c'era un posto di Presidente da prendersi; il compagno Scheidemann e tutti quanti furono alti funzionari di stato per modo di dire. (...)
All'epoca furono trascurate le seguenti possibilità:
smantellamento degli Stati federali;
suddivisione della grande proprietà terriera;
nazionalizzazione rivoluzionaria dell'industria;
riforma del personale dell'amministrazione della giustizia.
Una costituzione repubblicana che in ogni frase cancella la successiva, una rivoluzione che parla dei diritti consolidati dei funzionari del vecchio regime, meritano di essere derise.
La rivoluzione tedesca ancora manca.
Walther Rathenau sosteneva un'opinione simile. Egli definì la Rivoluzione di novembre una "delusione", un "dono del caso", un "prodotto della disperazione", una "rivoluzione per sbaglio". Essa non meritava questo nome, perché "non abolì i veri errori", bensì "degenerò in una degradante lotta di interessi". Inoltre:
"Non fu spezzata una catena dal crescere dello spirito e della volontà, ma fu semplicemente lasciata arrugginire una serratura. La catena cadde, e i liberati rimasero sbalorditi, indifesi, imbarazzati, e dovettero armarsi contro la loro volontà. I più veloci a muoversi furono quelli che riconobbero il loro vantaggio."
Lo storico e pubblicista Sebastian Haffner si rivolse a sua volta contro le interpretazioni di Tucholsky e di Rathenau. Egli aveva vissuto la rivoluzione di Berlino da bambino e a distanza di 50 anni nella sua opera Der Verrat ("Il tradimento") scrisse riguardo a una delle leggende che - in particolare tra la borghesia - si erano formate intorno agli eventi del novembre 1918:
Spesso si sente ancora dire che una vera rivoluzione in Germania nel 1918 non ebbe affatto luogo. Tutto quello che accadde realmente fu un crollo. Fu solo la momentanea debolezza delle forze dell'ordine al momento della sconfitta che fece apparire un ammutinamento di marinai come una rivoluzione.
A prima vista, si può vedere quanto ciò sia sbagliato e cieco se si confronta il 1918 con il 1945. In quest'ultimo anno vi fu veramente solo un crollo.
Certamente nel 1918 un ammutinamento di marinai diede inizio alla rivoluzione, ma appunto solo l'inizio. La cosa straordinaria fu proprio che, nella prima settimana del novembre 1918, un semplice ammutinamento di marinai scatenò un terremoto che scosse tutta la Germania; che l'intero esercito nazionale, l'intera forza lavoro urbana, in Baviera per giunta anche una parte della popolazione rurale, si sollevarono. Ma questa sollevazione non era più un semplice ammutinamento, era un'autentica rivoluzione. (...)
Come ogni rivoluzione anche questa rovesciò un vecchio ordine e lo sostituì con gli inizi di uno nuovo. Essa non fu solo distruttiva, fu anche creativa. (...)
Come realizzazione delle masse rivoluzionarie il novembre 1918 tedesco non è inferiore né al luglio 1789 francese né al marzo 1918 russo.

### Ricerca storica
Durante il periodo nazista opere sulla Repubblica di Weimar e sulla Rivoluzione di novembre pubblicate all'estero e dagli emigranti negli anni 1930 e 1940 non poterono essere recepite in Germania. Questo vale ad esempio per la storia della Repubblica di Weimar di Arthur Rosenberg apparsa per la prima volta nel 1935. Dal suo punto di vista la situazione politica al principio della rivoluzione era ancora aperta: la forza lavoro di orientamento socialista moderato e democratico aveva davvero l'opportunità di diventare il vero sostegno sociale della repubblica e di respingere le forze conservatrici. Questo fallì da un lato per le decisioni sbagliate dei leader della SPD, dall'altro per la strategia rivoluzionaria adottata dall'ala di estrema sinistra del movimento operaio. Dopo il 1945 la ricerca tedesco-occidentale sulla Repubblica di Weimar si è concentrata soprattutto sulla sua fine.
Così Theodor Eschenburg ancora nel 1951 ignorò ampiamente l'inizio rivoluzionario della repubblica. Anche Karl Dietrich Bracher nel 1955 affrontò la Rivoluzione di novembre dalla prospettiva della fine della repubblica. Erich Eyck, ad esempio, mostra quanto poco la rivoluzione dopo il 1945 fosse considerata nelle rappresentazioni storiche dei contemporanei: nella sua storia in due volumi della Repubblica di Weimar egli dedica agli eventi a malapena 20 pagine. Una cosa simile vale anche per il contributo di Karl Dietrich Erdmann all'8ª edizione del Manuale Gebhardt di storia tedesca (Gebhardtsches Handbuch zur Deutschen Geschichte). Ciononostante il punto di vista di questo autore dominò l'interpretazione degli eventi della Rivoluzione di novembre dopo il 1945. Secondo Erdmann il 1918-19 ruotò intorno alla scelta tra la "rivoluzione sociale in unione con le forze che spingevano la dittatura proletaria o la repubblica parlamentare in unione con gli elementi conservatori come il corpo degli ufficiali tedeschi". L'incombente "dittatura dei consigli" costrinse dunque la maggioranza socialdemocratica ad accettare un'alleanza con le vecchie élite. La colpa del fallimento della Repubblica di Weimar, quindi, dipendeva in ultima analisi dall'estrema sinistra. Se si concorda con questo modo di vedere, gli eventi del 1918-19 furono una lotta vittoriosa per la difesa della democrazia contro il bolscevismo.
Questa interpretazione nella fase culminante della guerra fredda si basava sull'assunzione che l'estrema sinistra fosse relativamente forte e rappresentasse effettivamente una minaccia per uno sviluppo democratico. È una ironia della storia che su questo punto molti storici conservatori e liberali si siano trovati d'accordo con la storiografia marxista, che attribuiva un notevole potenziale rivoluzionario soprattutto alla Lega Spartachista. Ma questa concorde valutazione della sinistra estrema condusse a giudizi completamente opposti del ruolo della SPD di maggioranza (MSPD): se i principali storici nella Repubblica Federale di Germania (BRD) del dopoguerra ne parlavano liberi dall'odio nazista per i "criminali di novembre" (Novemberverbrecher), la storiografia della Repubblica Democratica Tedesca (DDR) rimproverava alla MSPD il "tradimento della classe operaia" e ai capi della USPD la loro incompetenza. La loro interpretazione seguiva essenzialmente la posizione tradizionale del Partito Comunista tedesco (KPD) dopo il 1919 e le tesi del Comitato centrale del Partito Socialista Unificato di Germania (SED) del 1958. Secondo queste tesi, la Rivoluzione di novembre conservò "il suo carattere di rivoluzione borghese democratica, che fu condotta in certa misura con mezzi e metodi proletari". Che in Germania, malgrado le "oggettive condizioni disponibili", non si giunse ad una rivoluzione della classe operaia, fu imputato al "fattore soggettivo" ed in particolare all'errore di un "partito di lotta marxista-leninista". Coerentemente la fondazione del KPD fu dichiarata il punto di svolta decisivo della storia tedesca. Dissentendo dalla linea ufficiale del partito, Rudolf Lindau sostenne tuttavia la tesi che la rivoluzione tedesca ebbe una tendenza socialista. Malgrado tutti i preconcetti ideologici, la ricerca storica nella DDR ha comunque ampliato la conoscenza dettagliata della Rivoluzione di novembre.
Mentre negli anni 1950 l'interesse della ricerca nella Repubblica Federale riguardava soprattutto la fase finale della Repubblica di Weimar, dall'inizio degli anni 1960 il fulcro degli studi si spostò agli inizi rivoluzionari della Repubblica. Alla base di ciò vi fu il riconoscimento che le decisioni e gli sviluppi durante la Rivoluzione di novembre giocarono un ruolo centrale nel fallimento della prima repubblica tedesca. In questo si posero al centro dell'interesse soprattutto i Consigli dei Lavoratori e dei Soldati, la cui precedente immagine come movimento di estrema sinistra dovette quindi essere ampiamente rivista. Autori come Ulrich Kluge, Eberhard Kolb, Reinhard Rürup e altri argomentarono che la base sociale per una trasformazione democratica della società nelle prime settimane della rivoluzione fosse molto più ampia di quanto ammesso fino ad allora e che il potenziale dell'estrema sinistra fosse oggettivamente più debole di quanto, ad esempio, ritenessero personalmente i capi dell'MSPD. Poiché il "Bolscevismo" non rappresentava nessun reale pericolo, anche lo spazio di manovra del Consiglio dei Commissari del Popolo – sostenuto anche dai consigli ancora di orientamento riformista – per la conseguente democratizzazione dell'amministrazione, dell'esercito e della società era relativamente grande. I leader dell'MSPD però non fecero questo passo, perché mentre confidavano nella lealtà delle vecchie élite, diffidavano invece del movimento di massa spontaneo delle prime settimane della rivoluzione. Il risultato di questa linea fu la rassegnazione e la radicalizzazione del movimento dei consigli. Queste tesi furono rafforzate dalla pubblicazione dei verbali del Consiglio dei Commissari del Popolo. La storia della rivoluzione apparve allora sempre più come la storia del suo graduale annullamento.
Questa nuova interpretazione della rivoluzione si è affermata nella ricerca in modo relativamente rapido, anche se accanto ad essa hanno potuto conservarsi ancora concezioni più vecchie. Le ricerche concernenti la composizione dei Consigli dei Lavoratori e dei Soldati che possono essere facilmente verificate mediante fonti sono fino ad oggi in gran parte incontestate. Al contrario le interpretazioni degli eventi della rivoluzione che si basano su tali ricerche sono state criticate e parzialmente modificate già dalla fine degli anni 1970. La critica era diretta alla rappresentazione parzialmente idealizzata dei Consigli dei Lavoratori e dei Soldati, come fu espressa in particolare sulla scia del movimento studentesco del 1968. Particolarmente avanti sotto questo aspetto giunse Peter von Oertzen, che descrisse una democrazia sociale basata sui consigli come alternativa positiva alla repubblica borghese. Wolfgang J. Mommsen considerò invece i consigli non come un movimento unitariamente orientato verso la democrazia, bensì come un gruppo eterogeneo con una moltitudine di diverse motivazioni ed obiettivi. Jesse e Köhler parlarono persino di "costruzione di un movimento (democratico) dei consigli". Certamente questi autori esclusero anche "un ritorno alle posizioni degli anni cinquanta": Né i consigli erano in gran parte di orientamento comunista, né la politica della SPD di maggioranza può definirsi sotto ogni aspetto come riuscita e degna di lode. Secondo Heinrich August Winkler fra il 9 novembre 1918 e il 19 gennaio 1919 vi fu la più grande reale possibilità di ridurre la "pesante eredità dello stato autoritario" e di creare un ampio consenso sociale per l'ambita democrazia parlamentare.
Per evitare il caos, i socialdemocratici non potevano certo rinunciare ad una "limitata cooperazione con i sostenitori del vecchio regime", ma andarono considerevolmente oltre il necessario: Con una più forte volontà creativa politica i socialdemocratici avrebbero potuto cambiare di più e preservare di meno… consolidare le basi sociali della repubblica, prima che i loro avversari potessero riunirsi: questo sembravano indicare difatti l'esperienza storica e la razionalità politica. Ebert e i rappresentanti della SPD nel governo provvisorio del Reich avevano voluto utilizzare l'intelligenza pratica delle vecchie élite e avevano confidato nella loro lealtà. Per questo, in particolare, la nazionalizzazione dell'industria carbosiderurgica avviata dai consigli, così come la democratizzazione dell'esercito e dell'amministrazione, non furono continuate, bensì furono impedite. Winkler accetta l'autocritica di Rudolf Hilferding del settembre 1933, che aveva visto proprio in questo gli errori decisivi della SPD, che avevano reso possibile l'ascesa di Hitler. Malgrado tutte le differenze di dettaglio, nell'attuale opinione della ricerca si delinea come le possibilità di fondare la repubblica su una base più ampia durante la Rivoluzione di novembre, fossero chiaramente più grandi dei pericoli che provenivano dall'estrema sinistra. Invece l'alleanza dei socialdemocratici di maggioranza con le vecchie élite rappresentò per la Repubblica di Weimar, per lo meno nel medio termine, un notevole problema strutturale.